# Населення Румунії
Населення Румунії. Чисельність населення країни 2015 року становила 21,666 млн осіб (58-ме місце у світі). Чисельність румунів стійко зменшується, народжуваність 2015 року становила 9,14 ‰ (208-ме місце у світі), смертність — 11,9 ‰ (27-ме місце у світі), природний приріст — −0,3 % (220-те місце у світі) . 

## Природний рух
Зміни чисельності населення країни: 1948 року ‒ 15,87 млн осіб, 1956 ‒ 17,48 млн осіб, 1966 ‒ 19,1 млн осіб, 1977 ‒ 21,56 млн осіб, 1992 ‒ 22,8 млн осіб, 2002 ‒ 21,7 млн осіб, 2011 ‒ 20,12 млн осіб.

### Відтворення
Народжуваність у Румунії, станом на 2015 рік, дорівнює 9,14 ‰ (208-ме місце у світі). Коефіцієнт потенційної народжуваності 2015 року становив 1,33 дитини на одну жінку (215-те місце у світі). Рівень застосування контрацепції 69,8 % (станом на 2005 рік). Середній вік матері при народженні першої дитини становив 26 років (оцінка на 2011 рік).
Смертність у Румунії 2015 року становила 11,9 ‰ (27-ме місце у світі).
Природний приріст населення в країні 2015 року був негативним і становив -0,3 % (депопуляція) (220-те місце у світі).
Природний рух населення Румунії в 1946—2015 роках
| Рік  | Чисельність населення (тис. осіб) | Живих народжень | Смертей | Природний приріст | Народжуваність (‰) | Смертність (‰) | Природний приріст (‰) | Фертильність |
| ---- | --------------------------------- | --------------- | ------- | ----------------- | ------------------ | -------------- | --------------------- | ------------ |
| 1946 | 15 760                            | 391 273         | 296 439 | 94 834            | 24,8               | 18,8           | 6,0                   |              |
| 1947 | 15 860                            | 370 562         | 349 331 | 21 231            | 23,4               | 22,0           | 1,3                   |              |
| 1948 | 15 893                            | 379 868         | 248 238 | 131 630           | 23,9               | 15,6           | 8,3                   |              |
| 1949 | 16 084                            | 444 065         | 219 881 | 224 184           | 27,6               | 13,7           | 13,9                  |              |
| 1950 | 16 311                            | 426 820         | 202 010 | 224 810           | 26,2               | 12,4           | 13,8                  | 3,14         |
| 1951 | 16 464                            | 412 534         | 210 021 | 202 513           | 25,1               | 12,8           | 12,3                  | 3,01         |
| 1952 | 16 630                            | 413 217         | 195 287 | 217 930           | 24,8               | 11,7           | 13,1                  | 2,97         |
| 1953 | 16 847                            | 401 717         | 194 752 | 206 965           | 23,8               | 11,6           | 12,3                  | 2,76         |
| 1954 | 17 040                            | 422 346         | 195 091 | 227 255           | 24,8               | 11,4           | 13,3                  | 2,98         |
| 1955 | 17 325                            | 442 864         | 167 535 | 275 329           | 25,6               | 9,7            | 15,9                  | 3,07         |
| 1956 | 17 583                            | 425 704         | 174 847 | 250 857           | 24,2               | 9,9            | 14,3                  | 2,89         |
| 1957 | 17 829                            | 407 819         | 181 923 | 225 896           | 22,9               | 10,2           | 12,7                  | 2,73         |
| 1958 | 18 056                            | 390 500         | 156 493 | 234 007           | 21,6               | 8,7            | 13,0                  | 2,58         |
| 1959 | 18 226                            | 368 007         | 186 767 | 181 240           | 20,2               | 10,2           | 9,9                   | 2,43         |
| 1960 | 18 403                            | 352 241         | 160 720 | 191 521           | 19,1               | 8,7            | 10,4                  | 2,34         |
| 1961 | 18 567                            | 324 859         | 161 936 | 162 923           | 17,5               | 8,7            | 8,8                   | 2,18         |
| 1962 | 18 681                            | 301 985         | 172 429 | 129 556           | 16,2               | 9,2            | 6,9                   | 2,04         |
| 1963 | 18 813                            | 294 886         | 155 767 | 139 119           | 15,7               | 8,3            | 7,4                   | 2,01         |
| 1964 | 18 927                            | 287 383         | 152 476 | 134 907           | 15,2               | 8,1            | 7,1                   | 1,96         |
| 1965 | 19 027                            | 278 362         | 163 393 | 114 969           | 14,6               | 8,6            | 6,0                   | 1,91         |
| 1966 | 19 141                            | 273 678         | 157 445 | 116 233           | 14,3               | 8,2            | 6,1                   | 1,90         |
| 1967 | 19 285                            | 527 764         | 179 129 | 348 635           | 27,4               | 9,3            | 18,1                  | 3,68         |
| 1968 | 19 721                            | 526 091         | 188 509 | 337 582           | 26,7               | 9,6            | 17,1                  | 3,64         |
| 1969 | 20 010                            | 465 764         | 201 225 | 264 539           | 23,3               | 10,1           | 13,2                  | 3,20         |
| 1970 | 20 253                            | 427 034         | 193 255 | 233 779           | 21,1               | 9,5            | 11,5                  | 2,89         |
| 1971 | 20 470                            | 400 146         | 194 306 | 205 840           | 19,5               | 9,5            | 10,1                  | 2,67         |
| 1972 | 20 663                            | 389 153         | 189 793 | 199 360           | 18,8               | 9,2            | 9,6                   | 2,55         |
| 1973 | 20 828                            | 378 696         | 203 559 | 175 137           | 18,2               | 9,8            | 8,4                   | 2,44         |
| 1974 | 21 029                            | 427 732         | 191 286 | 236 446           | 20,3               | 9,1            | 11,2                  | 2,71         |
| 1975 | 21 245                            | 418 185         | 197 538 | 220 647           | 19,7               | 9,3            | 10,4                  | 2,60         |
| 1976 | 21 446                            | 417 353         | 204 873 | 212 480           | 19,5               | 9,6            | 9,9                   | 2,55         |
| 1977 | 21 658                            | 423 958         | 208 685 | 215 273           | 19,6               | 9,6            | 9,9                   | 2,57         |
| 1978 | 21 855                            | 416 598         | 211 846 | 204 752           | 19,1               | 9,7            | 9,4                   | 2,52         |
| 1979 | 22 048                            | 410 603         | 217 509 | 193 094           | 18,6               | 9,9            | 8,8                   | 2,48         |
| 1980 | 22 201                            | 398 904         | 231 876 | 167 028           | 18,0               | 10,4           | 7,5                   | 2,43         |
| 1981 | 22 353                            | 381 101         | 224 635 | 156 466           | 17,0               | 10,0           | 7,0                   | 2,36         |
| 1982 | 22 478                            | 344 369         | 224 120 | 120 249           | 15,3               | 10,0           | 5,3                   | 2,17         |
| 1983 | 22 553                            | 321 498         | 233 892 | 87 606            | 14,3               | 10,4           | 3,9                   | 2,07         |
| 1984 | 22 625                            | 350 741         | 233 699 | 117 042           | 15,5               | 10,3           | 5,2                   | 2,27         |
| 1985 | 22 725                            | 358 797         | 246 670 | 112 127           | 15,8               | 10,9           | 4,9                   | 2,31         |
| 1986 | 22 823                            | 376 896         | 242 330 | 134 566           | 16,5               | 10,6           | 5,9                   | 2,40         |
| 1987 | 22 940                            | 383 199         | 254 286 | 128 913           | 16,7               | 11,1           | 5,6                   | 2,39         |
| 1988 | 23 054                            | 380 043         | 253 370 | 126 673           | 16,5               | 11,0           | 5,5                   | 2,31         |
| 1989 | 23 152                            | 369 544         | 247 306 | 122 238           | 16,0               | 10,7           | 5,3                   | 2,20         |
| 1990 | 23 207                            | 314 746         | 247 086 | 67 660            | 13,6               | 10,6           | 2,9                   | 1,83         |
| 1991 | 23 185                            | 275 275         | 251 760 | 23 515            | 11,9               | 10,9           | 1,0                   | 1,59         |
| 1992 | 22 789                            | 260 393         | 263 855 | -3 462            | 11,4               | 11,6           | -0,2                  | 1,51         |
| 1993 | 22 755                            | 249 994         | 263 323 | -13 329           | 11,0               | 11,6           | -0,6                  | 1,43         |
| 1994 | 22 731                            | 246 736         | 266 101 | -19 365           | 10,9               | 11,7           | -0,9                  | 1,40         |
| 1995 | 22 681                            | 236 640         | 271 672 | -35 032           | 10,4               | 12,0           | -1,5                  | 1,33         |
| 1996 | 22 608                            | 231 348         | 286 158 | -54 810           | 10,2               | 12,7           | -2,4                  | 1,30         |
| 1997 | 22 546                            | 236 891         | 279 316 | -42 425           | 10,5               | 12,4           | -1,9                  | 1,32         |
| 1998 | 22 503                            | 237 297         | 269 166 | -31 869           | 10,5               | 12,0           | -1,4                  | 1,32         |
| 1999 | 22 458                            | 234 600         | 265 194 | -30 594           | 10,4               | 11,8           | -1,4                  | 1,30         |
| 2000 | 22 435                            | 234 521         | 255 820 | -21 299           | 10,5               | 11,4           | -0,9                  | 1,31         |
| 2001 | 22 132                            | 220 368         | 259 603 | -39 235           | 10,0               | 11,7           | -1,8                  | 1,27         |
| 2002 | 21 803                            | 210 529         | 269 666 | -59 137           | 9,7                | 12,4           | -2,7                  | 1,25         |
| 2003 | 21 734                            | 212 459         | 266 575 | -54 116           | 9,8                | 12,3           | -2,5                  | 1,30         |
| 2004 | 21 673                            | 216 261         | 258 890 | -42 629           | 10,0               | 11,9           | -2,0                  | 1,33         |
| 2005 | 21 635                            | 221 020         | 262 101 | -41 081           | 10,2               | 12,1           | -1,9                  | 1,40         |
| 2006 | 21 588                            | 219 483         | 258 094 | -38 611           | 10,2               | 12,0           | -1,8                  | 1,42         |
| 2007 | 21 547                            | 213 625         | 252 097 | -38 472           | 10,0               | 11,7           | -1,7                  | 1,45         |
| 2008 | 21 513                            | 222 749         | 253 177 | -30 428           | 10,3               | 11,8           | -1,5                  | 1,60         |
| 2009 | 21 480                            | 222 925         | 257 083 | -34 158           | 10,4               | 12,0           | -1,6                  | 1,66         |
| 2010 | 21 432                            | 211 922         | 259 747 | -47 825           | 9,9                | 12,1           | -2,2                  | 1,59         |
| 2011 | 20 121                            | 196 373         | 251 370 | -54 997           | 9,7                | 12,5           | -2,8                  | 1,47         |
| 2012 | 20 066                            | 201 202         | 255 458 | -54 256           | 10,0               | 12,7           | -2,7                  | 1,52         |
| 2013 | 19 952                            | 176 000         |         | -51 048           | 9,9                | 12,5           | -2,6                  | 1,41         |
| 2014 | 19 897                            | 185 000         |         |                   | 9,9                |                | -2,6                  | 1,52         |
| 2015 | 19 838                            | 187 372         | 260 997 | -73 625           | 10,2               |                |                       |              |

### Вікова структура

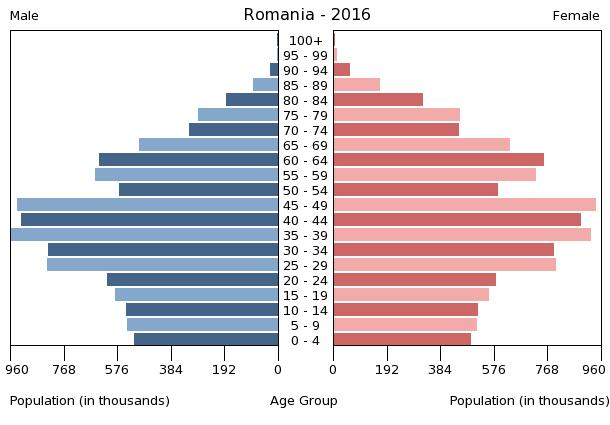
Віково-статева піраміда населення Румунії, 2016 рік

Середній вік населення Румунії становить 40,7 року (44-те місце у світі): для чоловіків — 39,3, для жінок — 42,1 року. Очікувана середня тривалість життя 2015 року становила 74,92 року (109-те місце у світі), для чоловіків — 71,46 року, для жінок — 78,59 року.
Вікова структура населення Румунії, станом на 2015 рік, мала такий вигляд:
- діти віком до 14 років — 14,49 % (1 612 090 чоловіків, 1 526 431 жінки);
- молодь віком 15—24 роки — 10,94 % (1 215 309 чоловіків, 1 154 618 жінок);
- дорослі віком 25—54 роки — 45,92 % (5 030 926 чоловіків, 4 919 140 жінок);
- особи передпохилого віку (55—64 роки) — 12,92 % (1 308 475 чоловіків, 1 491 858 жінок);
- особи похилого віку (65 років і старіші) — 15,73 % (1 376 634 чоловіка, 2 030 868 жінок)[1].

### Шлюбність— розлучуваність
Коефіцієнт шлюбності, тобто кількість шлюбів на 1 тис. осіб за календарний рік, дорівнює 5,4; коефіцієнт розлучуваності — 1,5; індекс розлучуваності, тобто відношення шлюбів до розлучень за календарний рік — 28 (дані за 2010 рік). Середній вік, коли чоловіки беруть перший шлюб, дорівнює 30,2 року, жінки — 26,7 року, загалом — 28,5 року (дані за 2014 рік).

## Розселення
Густота населення країни 2015 року становила 84,8 особи/км² (120-те місце у світі). Населення країни не утворює значних міських агломерації, окрім столичної, міста розташовані досить рівномірно територією країни; утворені міські райони приваблюють для проживання значну частину населення.

### Урбанізація
Румунія високоурбанізована країна. Рівень урбанізованості становить 54,6 % населення країни (станом на 2015 рік), темпи зростання частки міського населення — 0,01 % (оцінка тренду за 2010—2015 роки).
Головні міста держави: Бухарест (столиця) — 1,868 млн осіб (дані за 2015 рік).

### Міграції
Річний рівень еміграції 2015 року становив 0,24 ‰ (122-ге місце у світі). Цей показник не враховує різниці між законними і незаконними мігрантами, між біженцями, трудовими мігрантами та іншими.

#### Біженці й вимушені переселенці
У країні мешкає 240 осіб без громадянства.
Румунія є членом Міжнародної організації з міграції (IOM).

## Расово-етнічний склад
| Етнічний склад (2010 рік) | Етнічний склад (2010 рік) | Етнічний склад (2010 рік) | Етнічний склад (2010 рік) | Етнічний склад (2010 рік) |
| ------------------------- | ------------------------- | ------------------------- | ------------------------- | ------------------------- |
| Етнос:                    |                           |                           | Відсоток:                 |                           |
| румуни                    | румуни                    |                           | 83.4%                     | 83.4%                     |
| угорці                    | угорці                    |                           | 6.1%                      | 6.1%                      |
| роми                      | роми                      |                           | 3.1%                      | 3.1%                      |
| українці                  | українці                  |                           | 0.3%                      | 0.3%                      |
| німці                     | німці                     |                           | 0.2%                      | 0.2%                      |
| інші                      | інші                      |                           | 6.8%                      | 6.8%                      |

Головні етноси країни: румуни — 83,4 %, угорці — 6,1 %, роми — 3,1 %, українці — 0,3 %, німці — 0,2 %, інші — 0,7 %, інші — 6,1 % населення (оціночні дані за 2011 рік).
Динаміка національного складу населення Румунії (відносна кількість)
| Етнос    | 1956    | 1966    | 1977    | 1992    | 2002    | 2011    |
| -------- | ------- | ------- | ------- | ------- | ------- | ------- |
| румуни   | 85,76 % | 87,67 % | 88,13 % | 89,47 % | 89,49 % | 88,92 % |
| угорці   | 9,08 %  | 8,48 %  | 7,95 %  | 7,12 %  | 6,60 %  | 6,50 %  |
| роми     | 0,60 %  | 0,34 %  | 1,05 %  | 1,76 %  | 2,47 %  | 3,29 %  |
| українці | 0,35 %  | 0,29 %  | 0,26 %  | 0,29 %  | 0,28 %  | 0,27 %  |
| німці    | 2,20 %  | 2,00 %  | 1,67 %  | 0,52 %  | 0,28 %  | 0,19 %  |
| турки    | 0,08 %  | 0,09 %  | 0,11 %  | 0,13 %  | 0,15 %  | 0,15 %  |
| росіяни  | 0,22 %  | 0,21 %  | 0,15 %  | 0,17 %  | 0,17 %  | 0,12 %  |
| татари   | 0,12 %  | 0,12 %  | 0,11 %  | 0,11 %  | 0,11 %  | 0,11 %  |

Динаміка національного складу населення Румунії (абсолютна кількість)
| Етнос         | 1956       | 1956 | 1966       | 1966 | 1977       | 1977 | 1992       | 1992 | 2002       | 2002 | 2011       |
| ------------- | ---------- | ---- | ---------- | ---- | ---------- | ---- | ---------- | ---- | ---------- | ---- | ---------- |
| румуни        | 14 996 114 | ▲    | 16 746 510 | ▲    | 18 999 565 | ▲    | 20 408 542 | ▼    | 19 399 597 | ▼    | 16 792 868 |
| угорці        | 1 587 675  | ▲    | 1 619 592  | ▲    | 1 713 928  | ▼    | 1 624 959  | ▼    | 1 431 807  | ▼    | 1 227 623  |
| роми          | 104 216    | ▼    | 64 197     | ▲    | 227 398    | ▲    | 401 087    | ▲    | 535 140    | ▲    | 621 573    |
| українці      | 60 479     | ▼    | 54 705     | ▲    | 55 510     | ▲    | 65 472     | ▼    | 61 098     | ▼    | 50 920     |
| німці         | 384 708    | ▼    | 382 595    | ▼    | 359 109    | ▼    | 119 462    | ▼    | 59 764     | ▼    | 36 042     |
| турки         | 14 329     | ▲    | 18 040     | ▲    | 23 422     | ▲    | 29 832     | ▲    | 32 098     | ▼    | 27 698     |
| росіяни       | 38 731     | ▲    | 39 483     | ▼    | 32 696     | ▲    | 38 606     | ▼    | 35 791     | ▼    | 23 487     |
| татари        | 20 469     | ▲    | 22 151     | ▲    | 23 369     | ▲    | 24 596     | ▼    | 23 935     | ▼    | 20 282     |
| серби         | 46 517     | ▼    | 44 236     | ▼    | 43 180     | ▼    | 33 769     | ▼    | 29 570     | ▼    | 18 076     |
| хорвати       | 46 517     | ▼    | 44 236     | ▼    | 43 180     | ▼    | 33 769     | ▼    | 29 570     | ▼    | 5 408      |
| словаки       | 23 331     | ▼    | 22 221     | ▼    | 21 286     | ▼    | 19 594     | ▼    | 17 226     | ▼    | 13 654     |
| болгари       | 12 040     | ▼    | 11 193     | ▼    | 10 372     | ▼    | 9 851      | ▼    | 8 025      | ▼    | 7 336      |
| греки         | 11 166     | ▼    | 9 088      | ▼    | 6 262      | ▼    | 3 940      | ▲    | 6 472      | ▼    | 3 668      |
| євреї         | 146 264    | ▼    | 42 888     | ▼    | 24 667     | ▼    | 8 955      | ▼    | 5 785      | ▼    | 3 271      |
| поляки        | 7 627      | ▼    | 5 860      | ▼    | 4 641      | ▼    | 4 232      | ▼    | 3 559      | ▼    | 2 543      |
| чехи          | 11 821     | ▼    | 9 978      | ▼    | 7 683      | ▼    | 5 797      | ▼    | 3 941      | ▼    | 2 477      |
| вірмени       | 6 441      | ▼    | 3 436      | ▼    | 2 342      | ▼    | 1 957      | ▼    | 1 780      | ▼    | 1 361      |
| не вказано    | 4 165      | ▼    | 2 309      | ▼    | 452        | ▲    | 766        | ▲    | 1 941      | ▲    | 1 236 810  |
| все населення | 17 489 450 | ▲    | 19 103 163 | ▲    | 21 559 910 | ▲    | 22 810 035 | ▼    | 21 680 974 | ▼    | 20 121 641 |

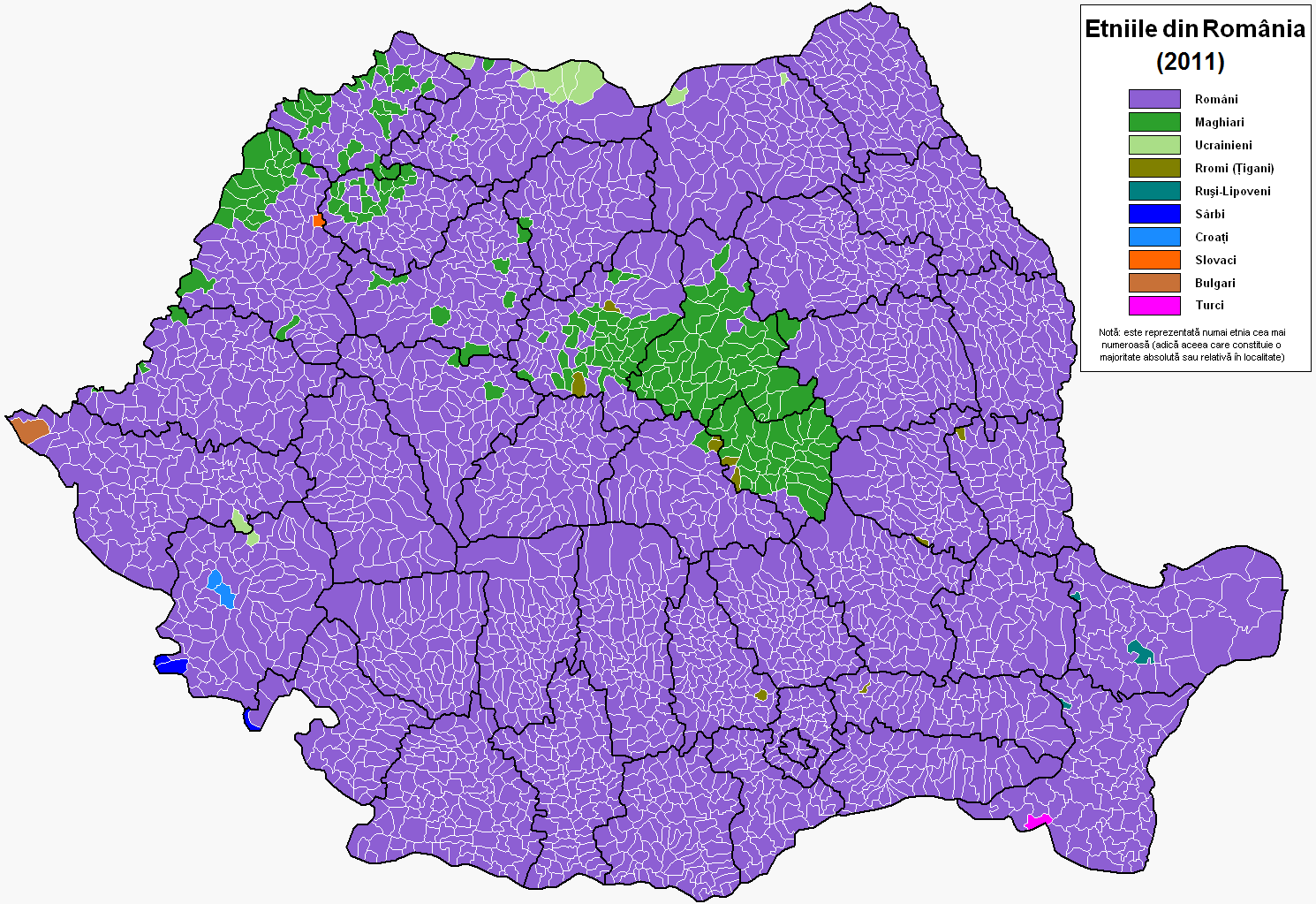
Найчисельніші нації по комунах, 2011 рік (рум.)
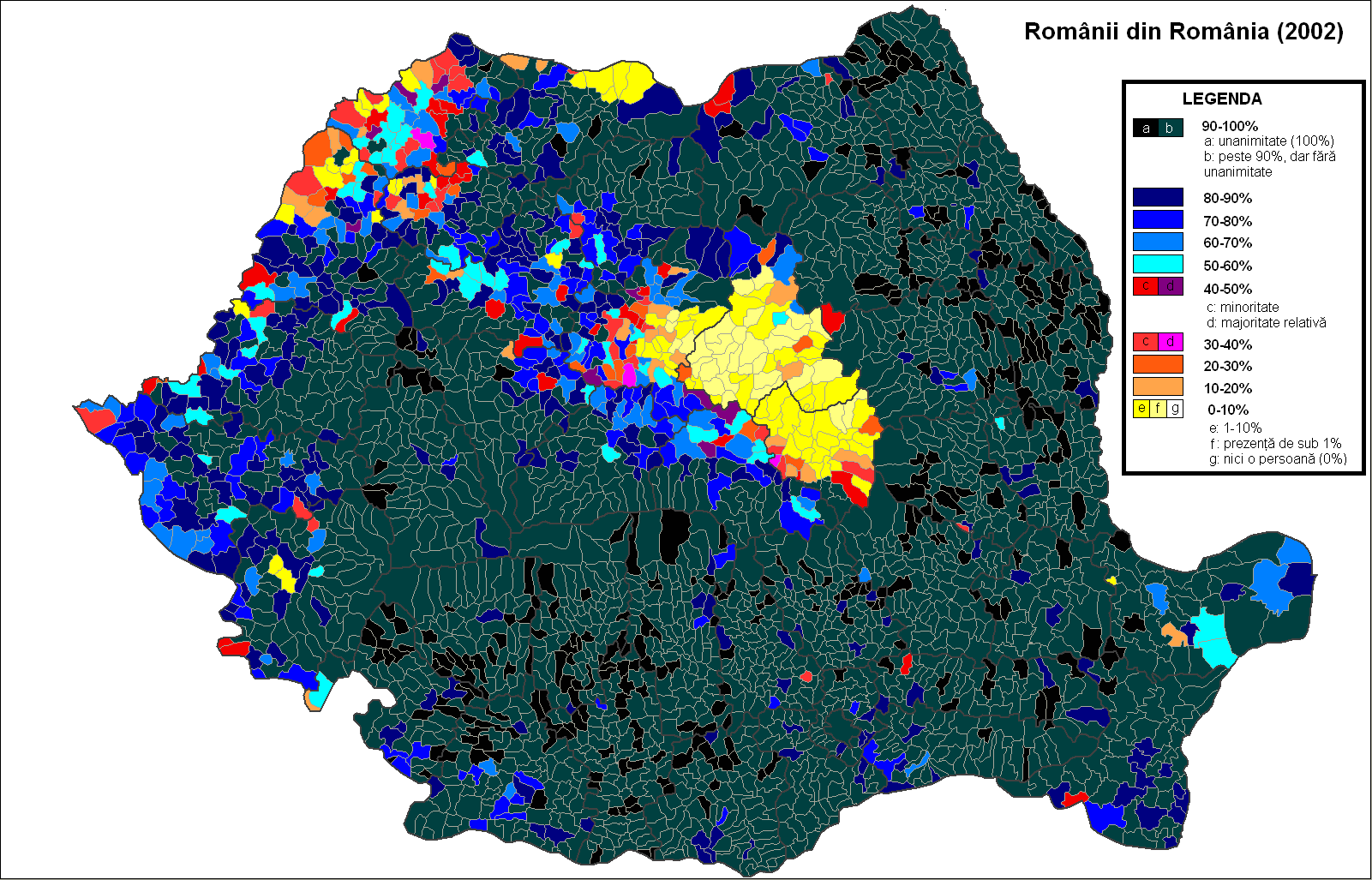
Розселення румунів, 2002 рік
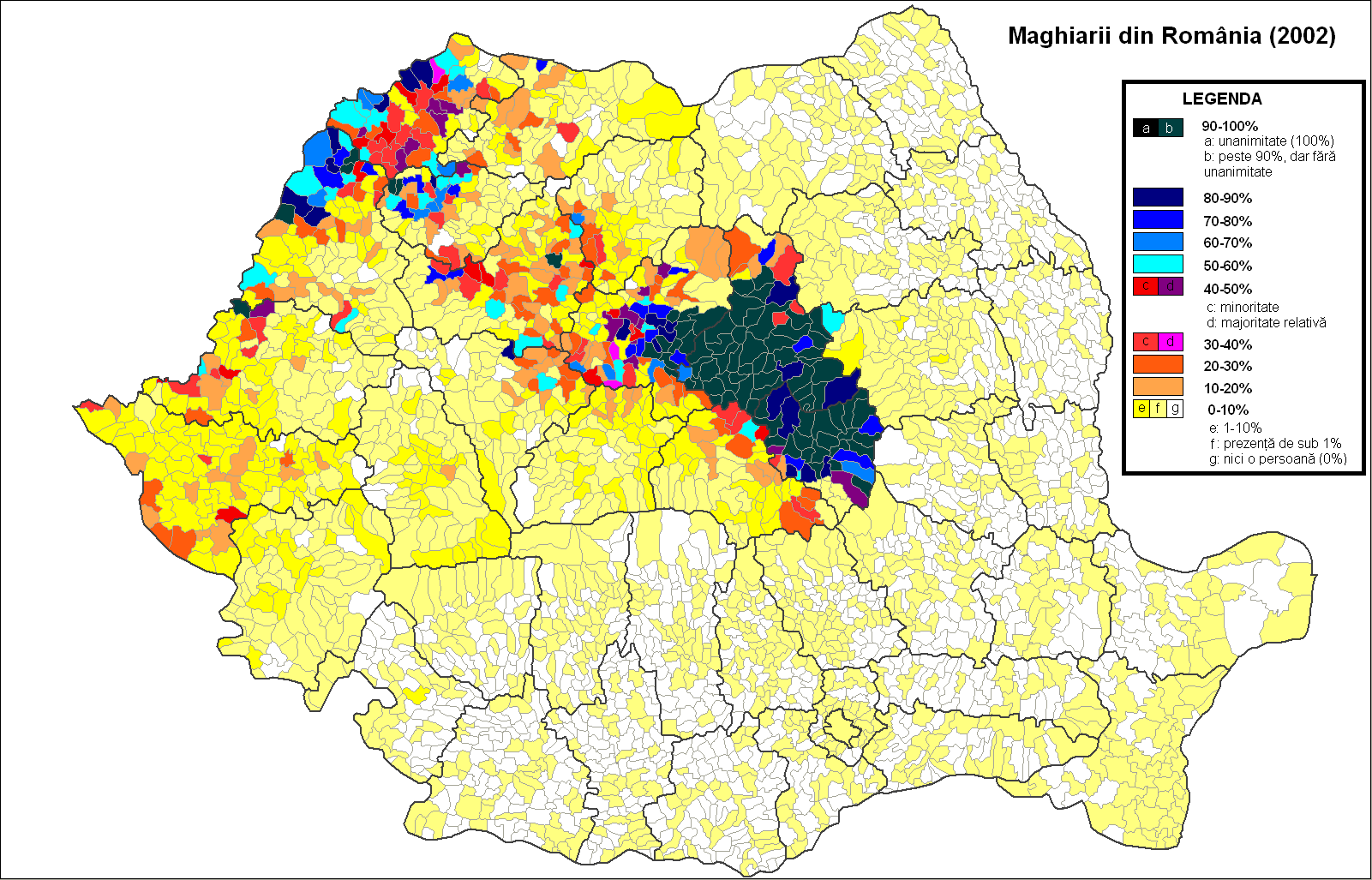
Розселення угорців, 2002 рік
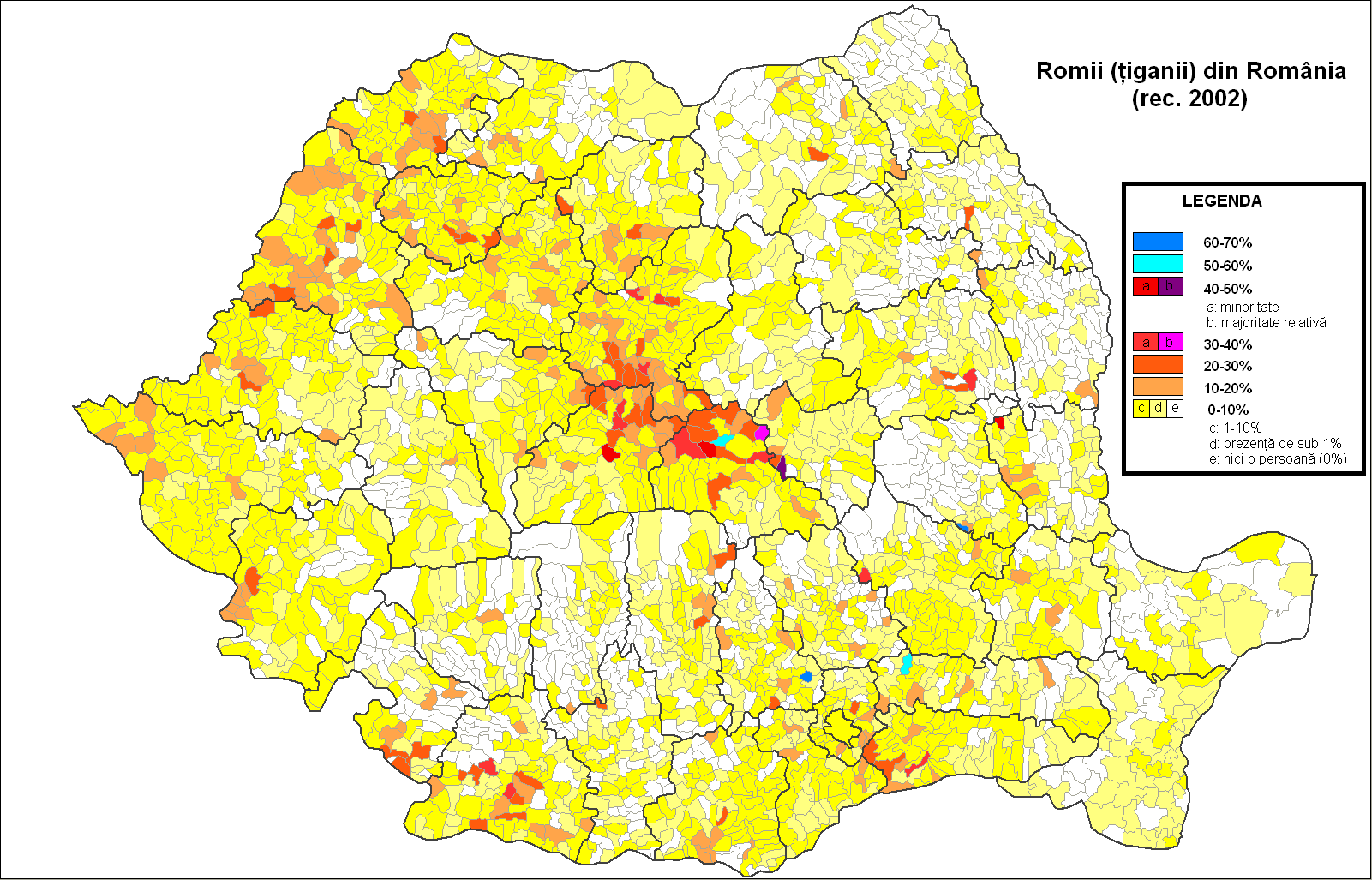
Розселення ромів, 2002 рік
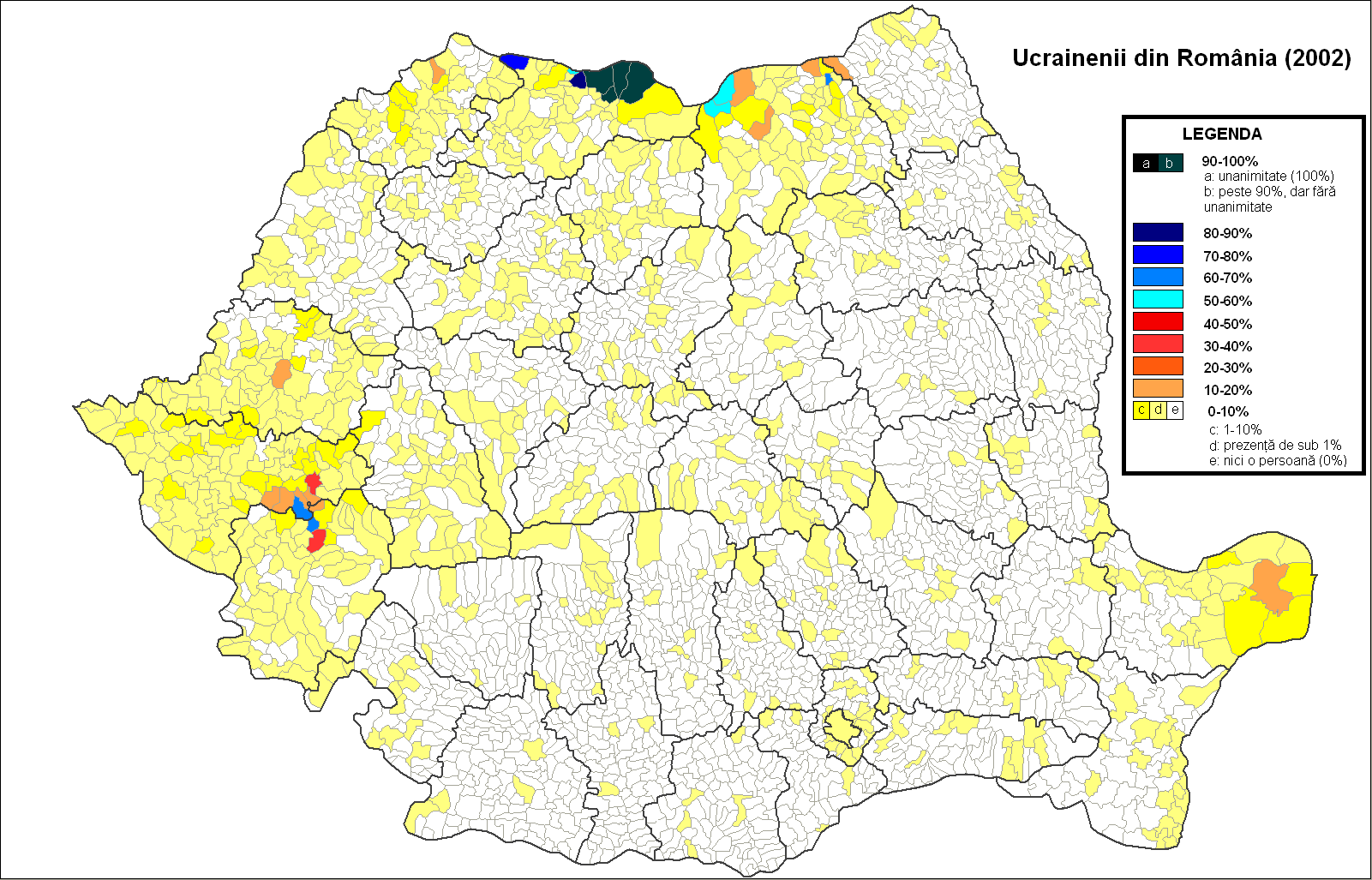
Розселення українців, 2002 рік

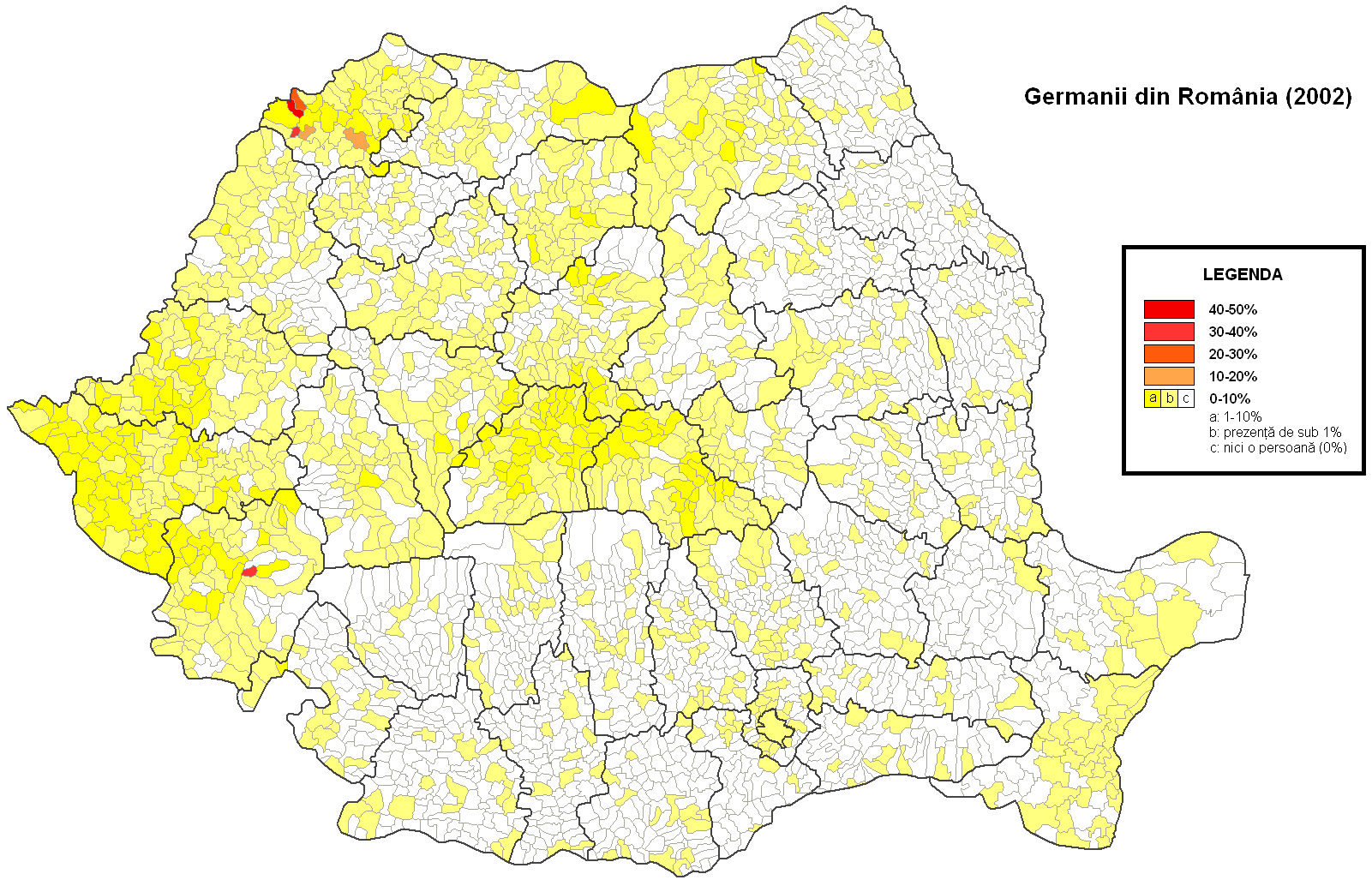
Розселення німців, 2002 рік
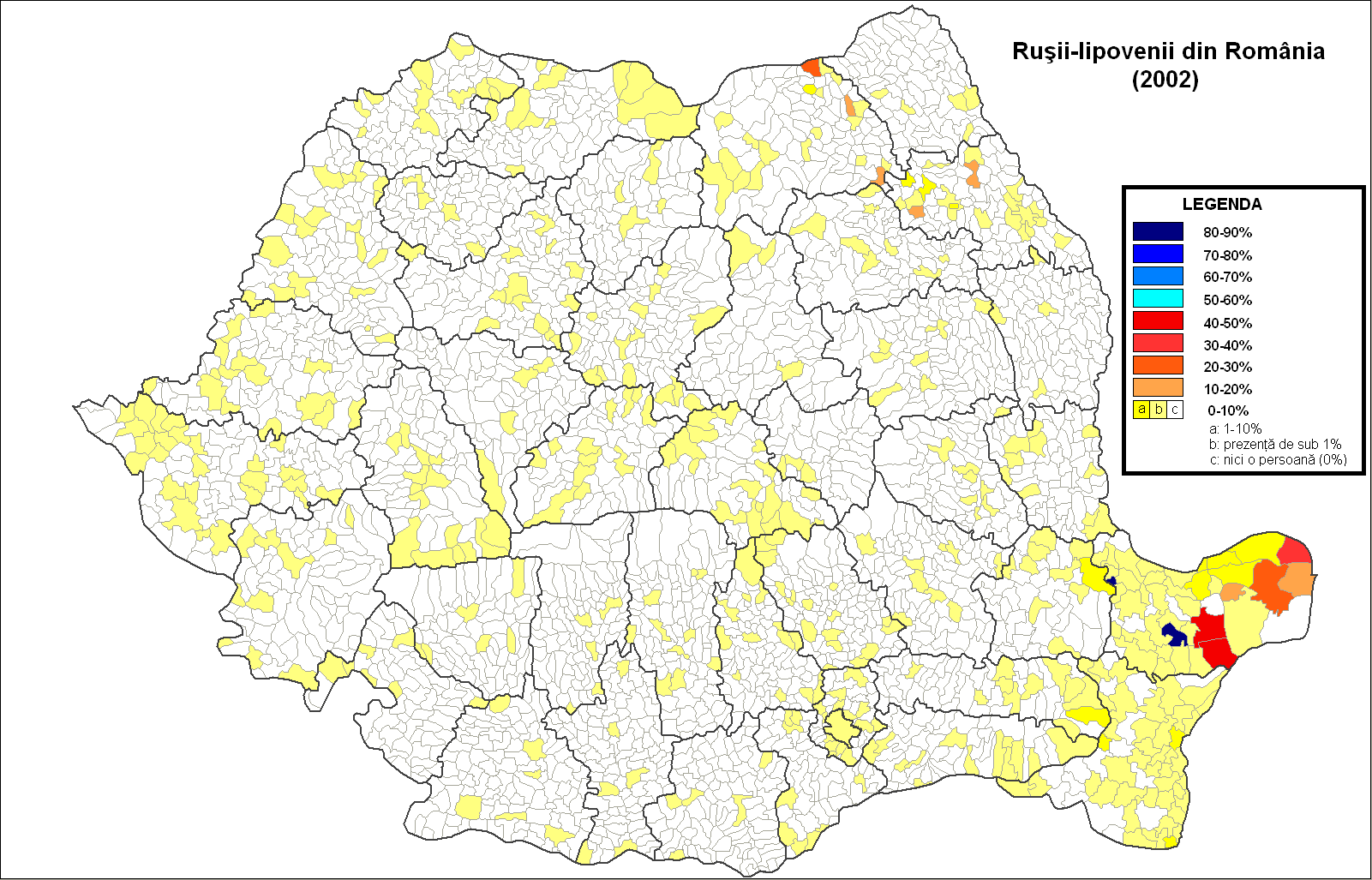
Розселення липован, 2002 рік
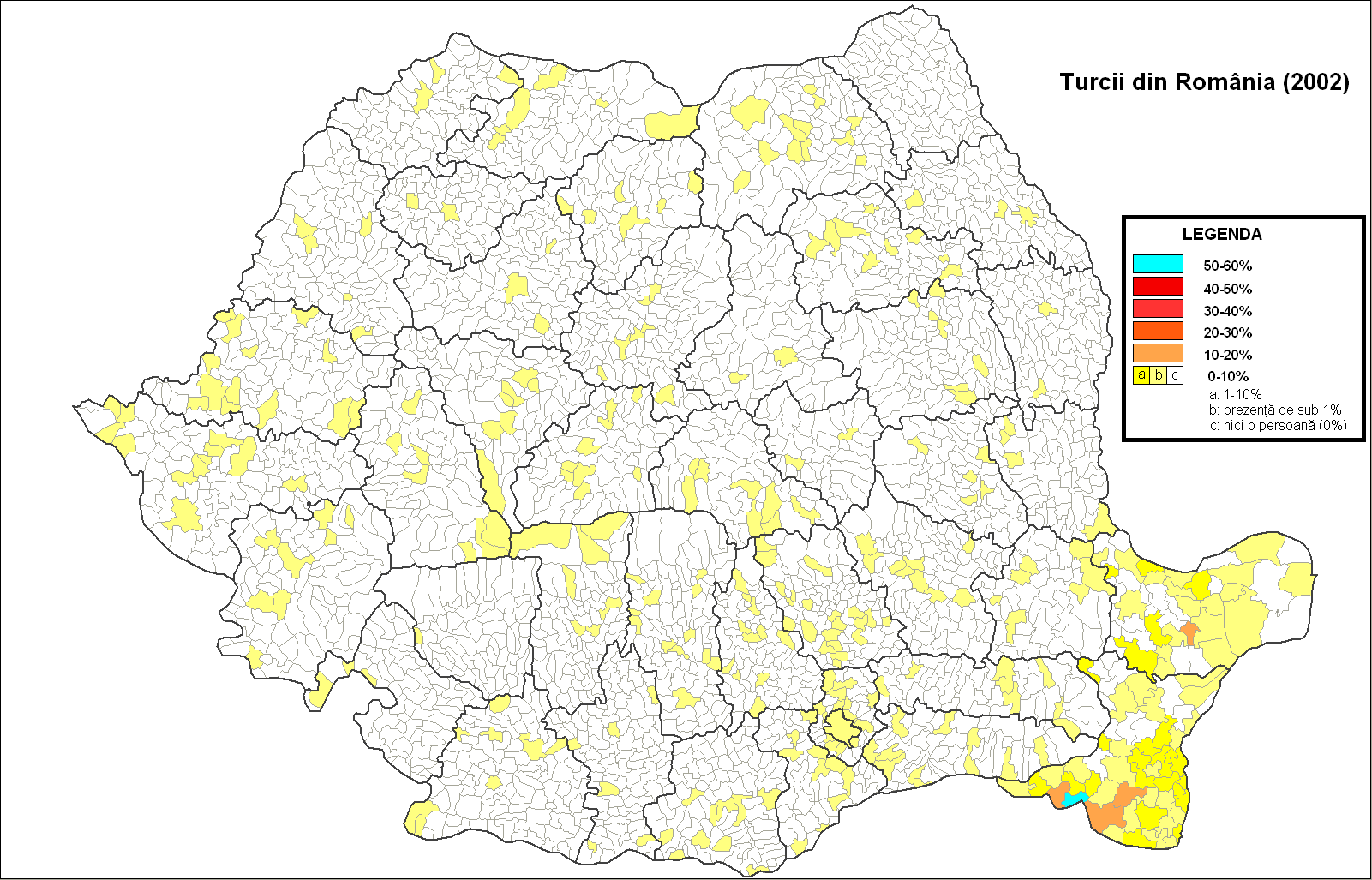
Розселення турок, 2002 рік
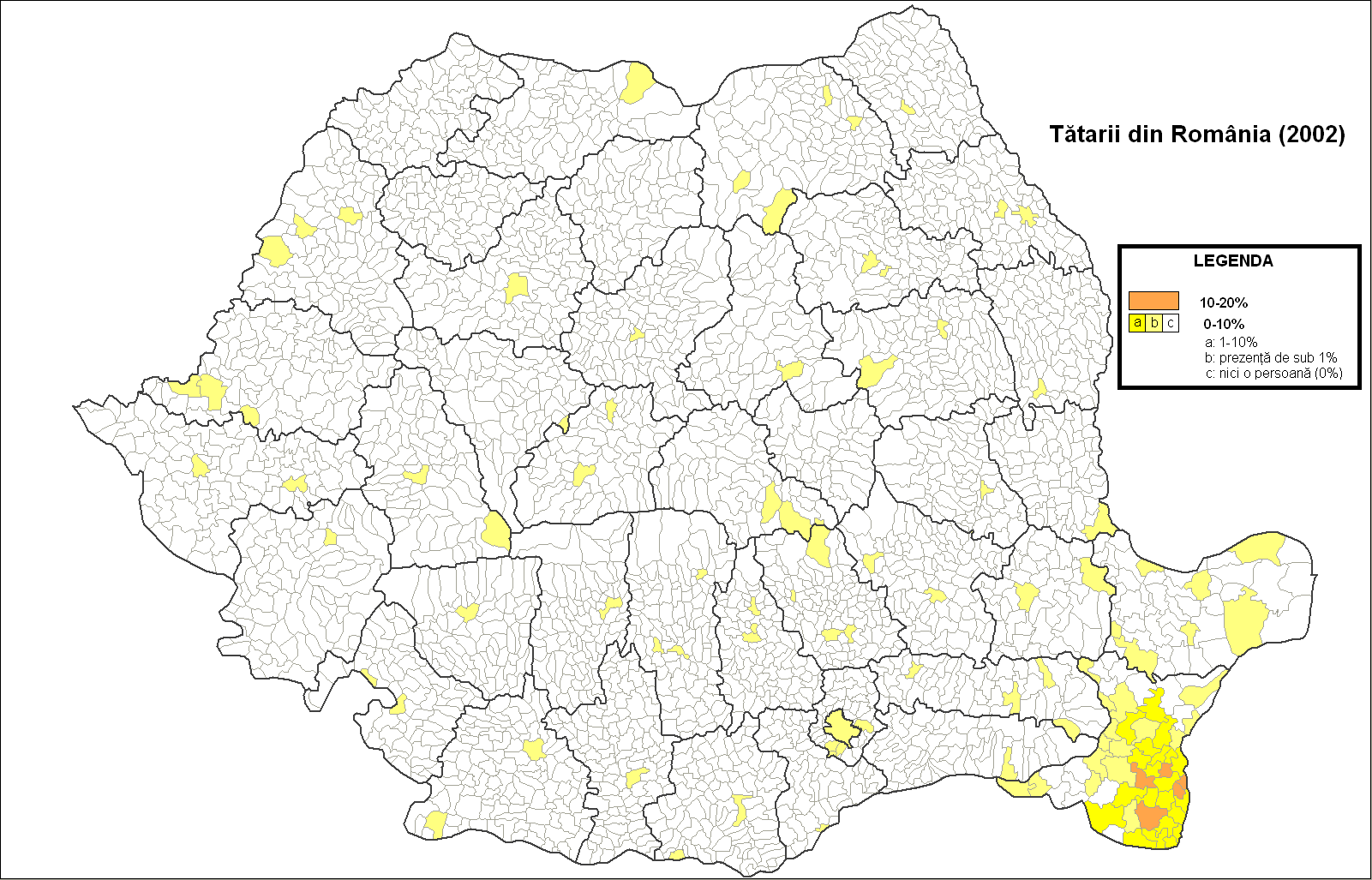
Розселення кримських татар, 2002 рік
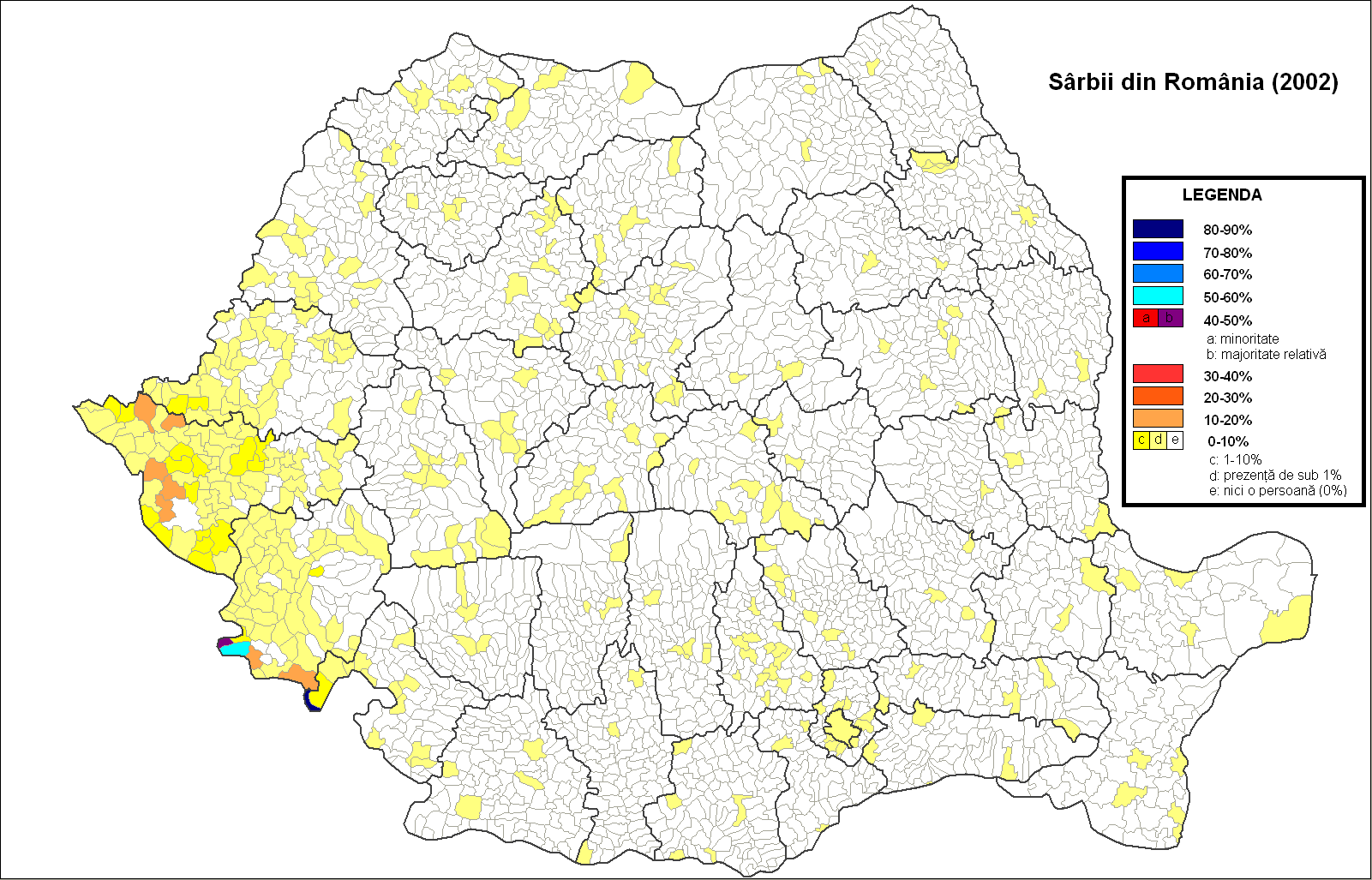
Розселення сербів, 2002 рік

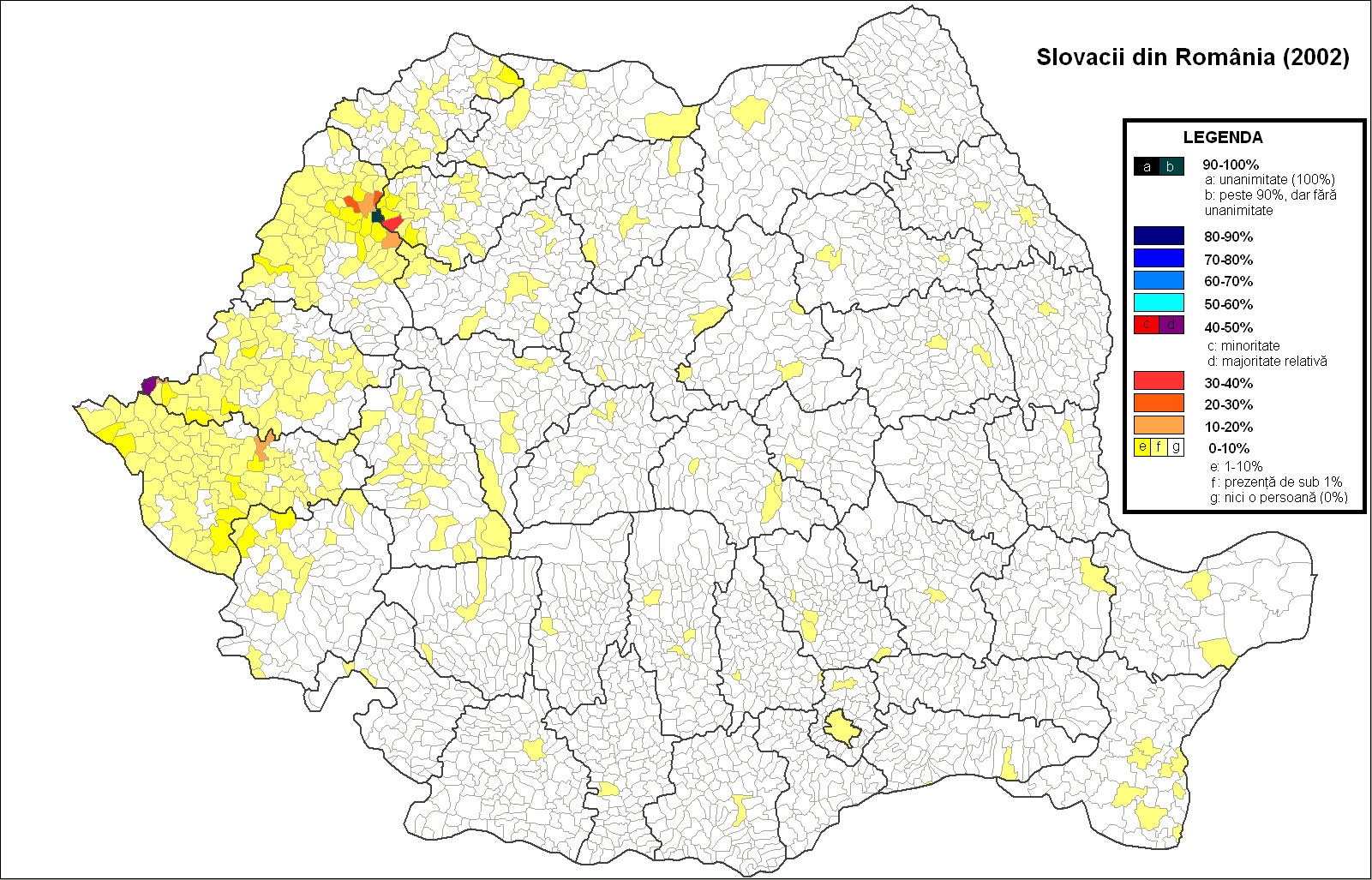
Розселення словаків, 2002 рік
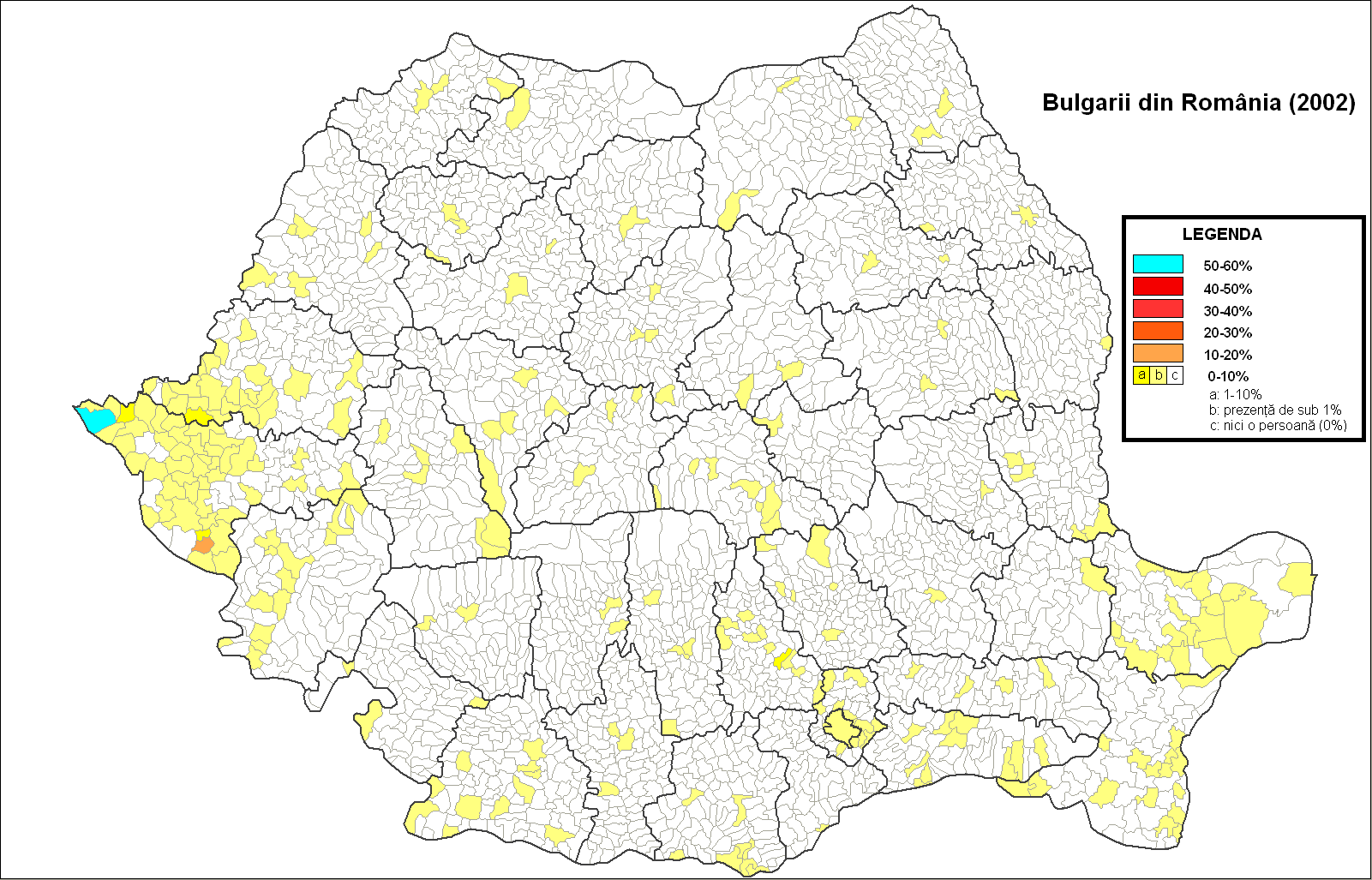
Розселення болгар, 2002 рік
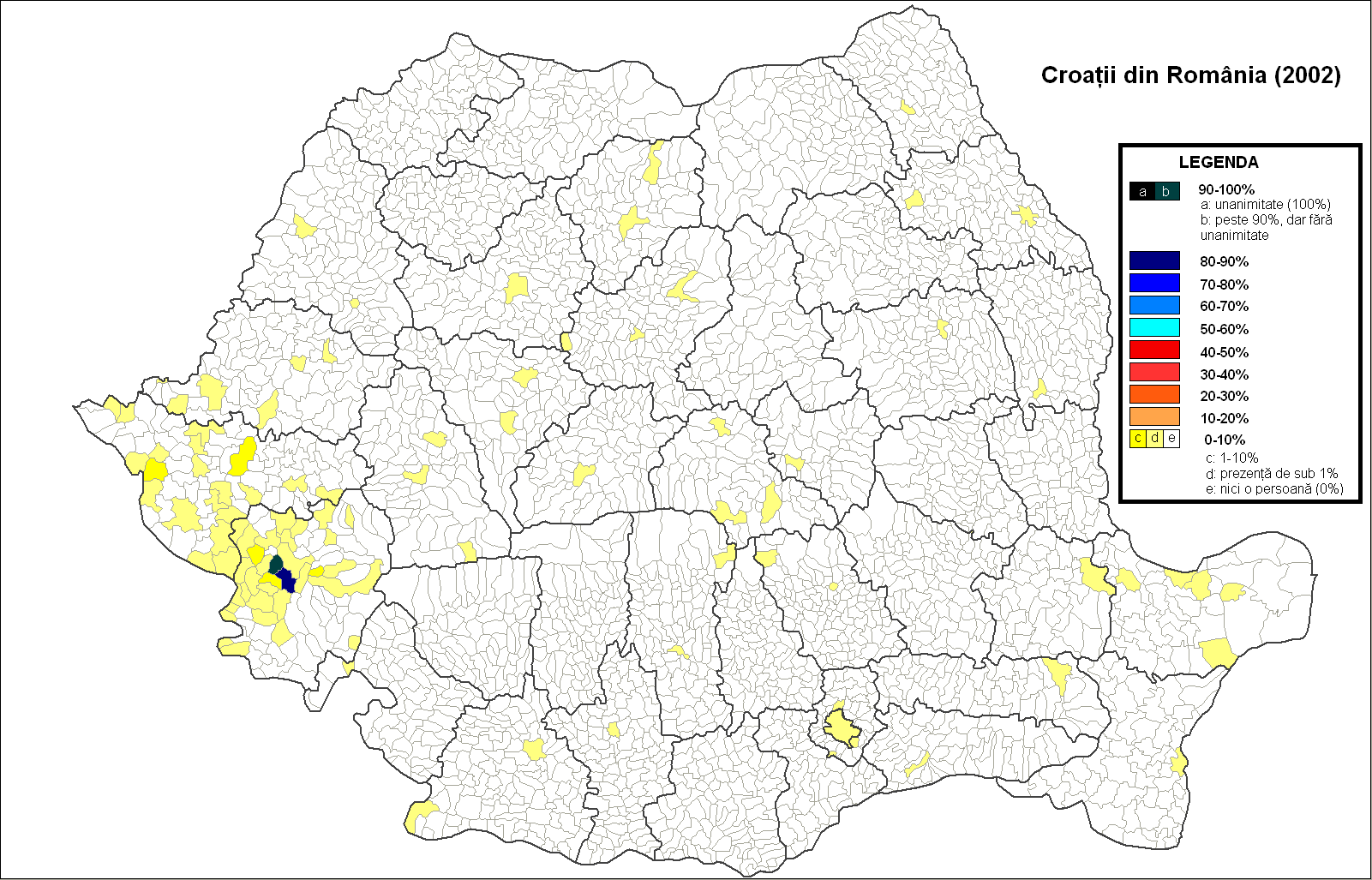
Розселення хорватів, 2002 рік

### Українська діаспора
Чисельність української громади в Румунії постійно знижується. Станом на 2011 рік, вона налічувала 50,9 тис. осіб (0,27 %  загальної кількості населення країни). У повоєнній Румунії найбільшої чисельності вона сягала 1992 року - 65,5 тис. осіб, а у відносному - 1956 року (0,35 % загальної кількості населення країни).

## Мови
| Мови Румунії (2015 рік) | Мови Румунії (2015 рік) | Мови Румунії (2015 рік) | Мови Румунії (2015 рік) | Мови Румунії (2015 рік) |
| ----------------------- | ----------------------- | ----------------------- | ----------------------- | ----------------------- |
| Мова:                   |                         |                         | Відсоток:               |                         |
| румунська               | румунська               |                         | 85.4%                   | 85.4%                   |
| угорська                | угорська                |                         | 6.3%                    | 6.3%                    |
| циганська               | циганська               |                         | 1.2%                    | 1.2%                    |
| інші                    | інші                    |                         | 7%                      | 7%                      |

Офіційна мова: румунська — розмовляє 85,4 % населення країни. Інші поширені мови: угорська — 6,3 %, циганська — 1,2 %, інші мови — 7 % (дані на 2011 рік). Румунія, як член Ради Європи, 17 липня 1995 року підписала і ратифікувала 24 жовтня 2007 року Європейську хартію регіональних мов (вступила в дію 1 травня 2008 року). Регіональними мовами визнані: албанська, вірменська, македонська, італійська, польська, русинська, їдиш, грецька, циганська, татарська; болгарська, чеська, словацька, німецька, хорватська, угорська, російська, сербська, турецька, українська.

## Релігії
| Релігії в Румунії (2011 рік) | Релігії в Румунії (2011 рік) | Релігії в Румунії (2011 рік) | Релігії в Румунії (2011 рік) | Релігії в Румунії (2011 рік) |
| ---------------------------- | ---------------------------- | ---------------------------- | ---------------------------- | ---------------------------- |
| Віросповідання:              |                              |                              | Відсоток:                    |                              |
| православні                  | православні                  |                              | 81.9%                        | 81.9%                        |
| протестанти                  | протестанти                  |                              | 6.4%                         | 6.4%                         |
| католики                     | католики                     |                              | 4.3%                         | 4.3%                         |
| інші                         | інші                         |                              | 0.9%                         | 0.9%                         |
| атеїсти                      | атеїсти                      |                              | 0.2%                         | 0.2%                         |
| агностики                    | агностики                    |                              | 6.3%                         | 6.3%                         |

Головні релігії й вірування, які сповідує, і конфесії та церковні організації, до яких відносить себе населення країни: православ'я — 81,9 %, протестантизм — 6,4 %, римо-католицтво — 4,3 %, інші — 0,9 %, не сповідують жодної, або атеїсти — 0,2 %, не визначились — 6,3 % (станом на 2011 рік).
Релігійний склад населення за переписом 2002 року:
- 85,9 % — православ'я;
- 4,6 % — римо-католицизм;
- 3,2 % — кальвінізм;
- 1,9 % — п'ятидесятництво;
- 0,8 % — греко-католизизм;
- 3,6 % — інше.

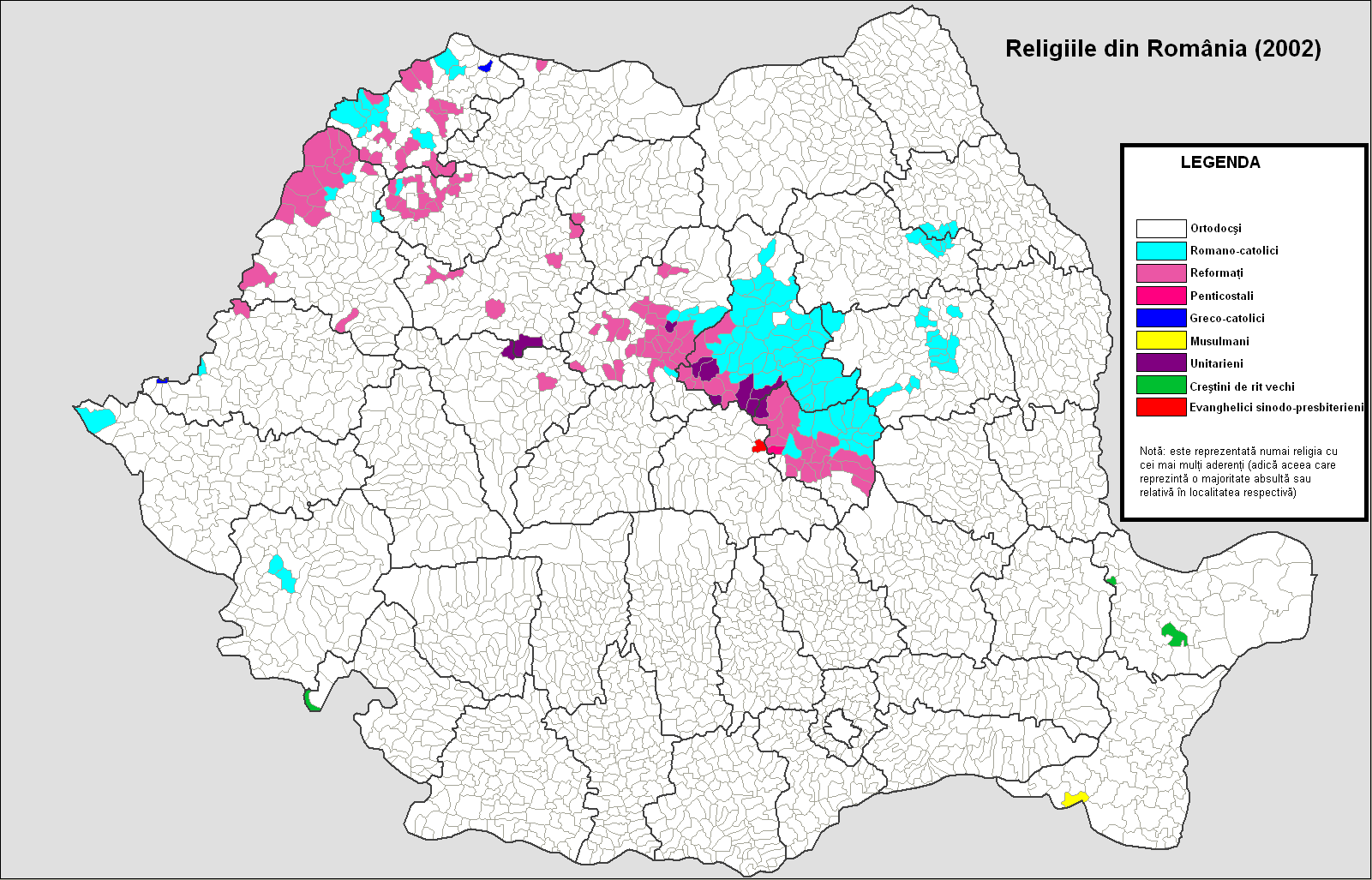
Поширення релігій за комунами, 2002 рік (рум.)
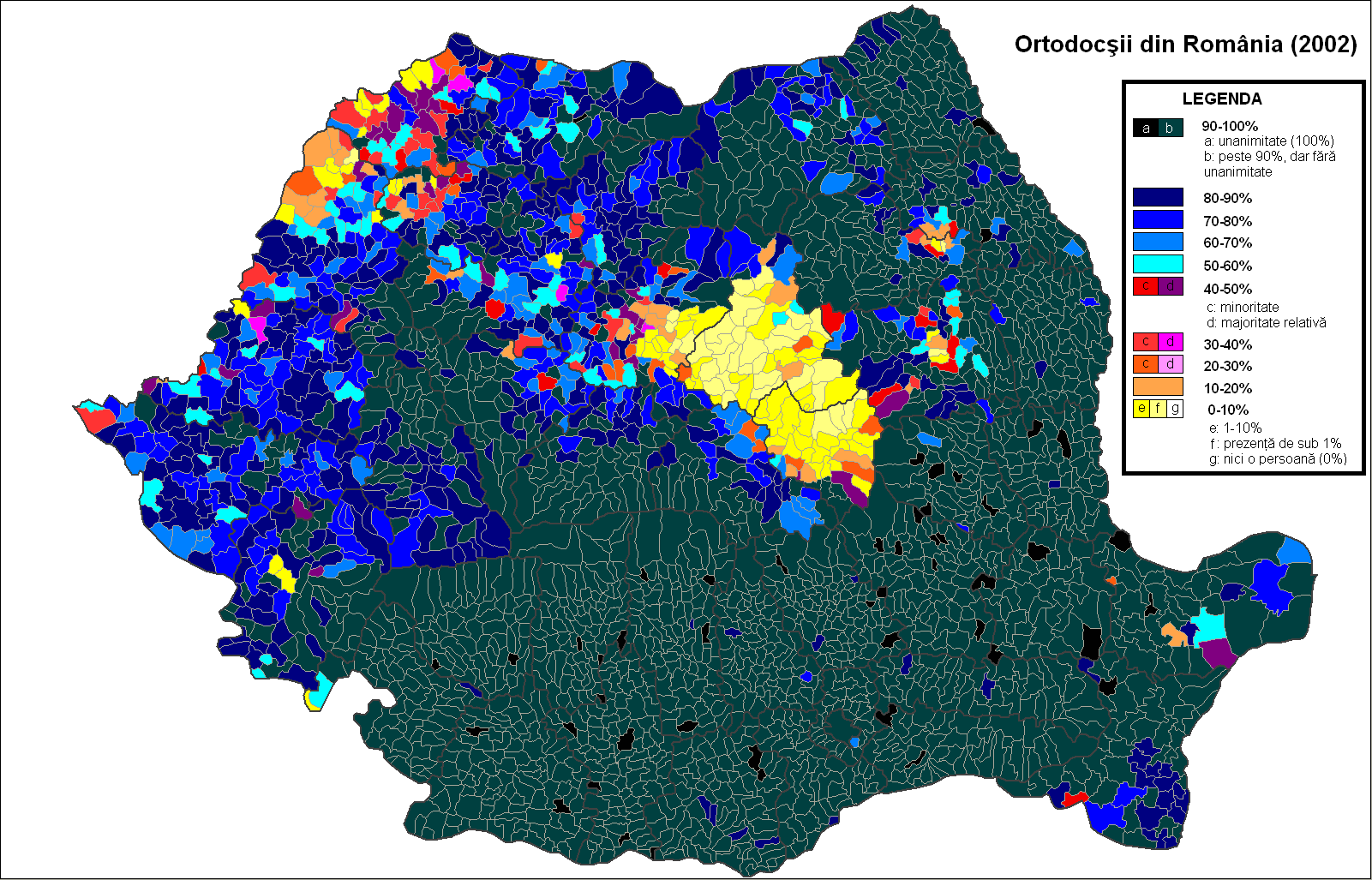
Поширення православ'я, 2002 рік
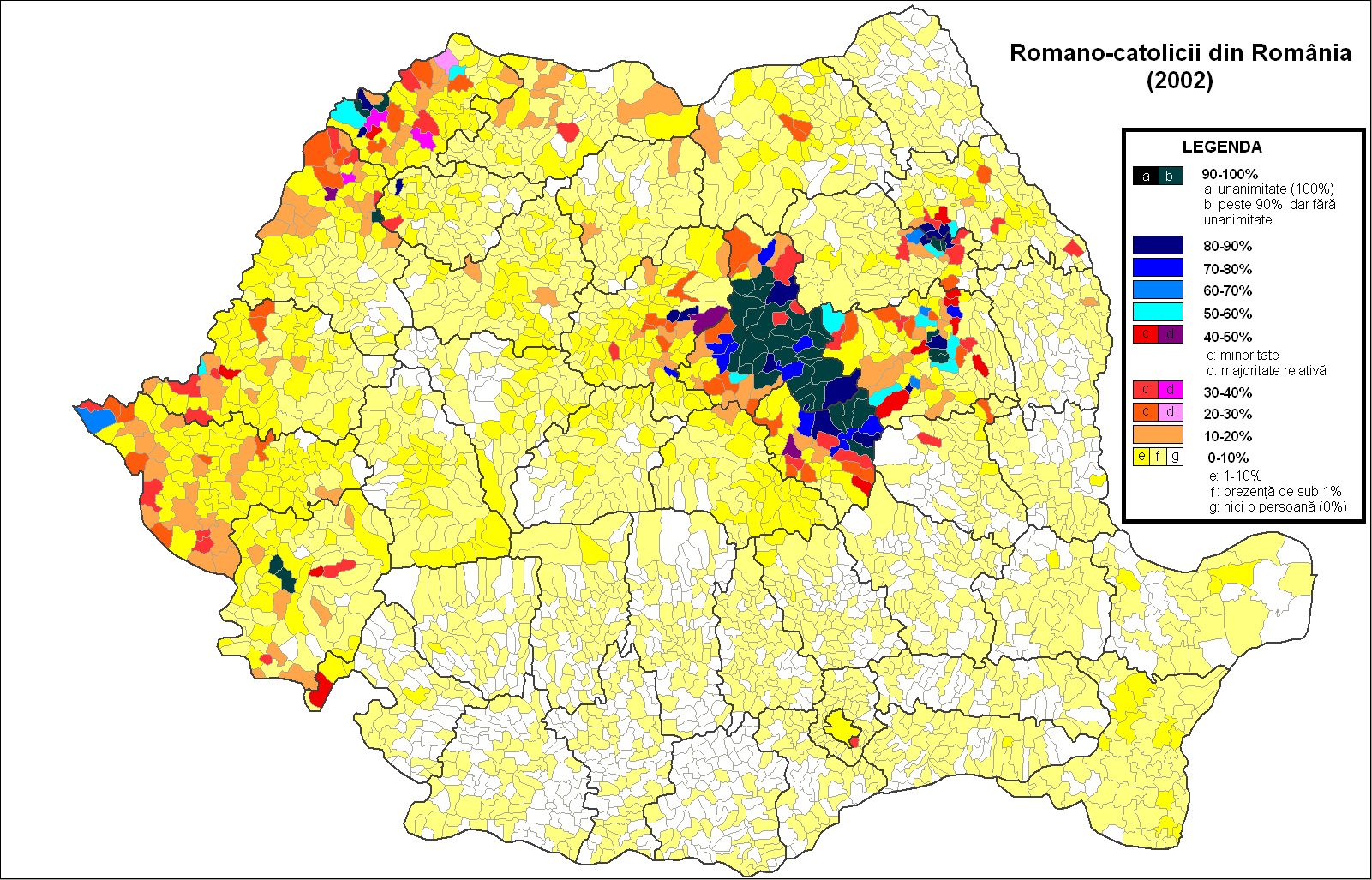
Поширення римо-католицтва, 2002 рік
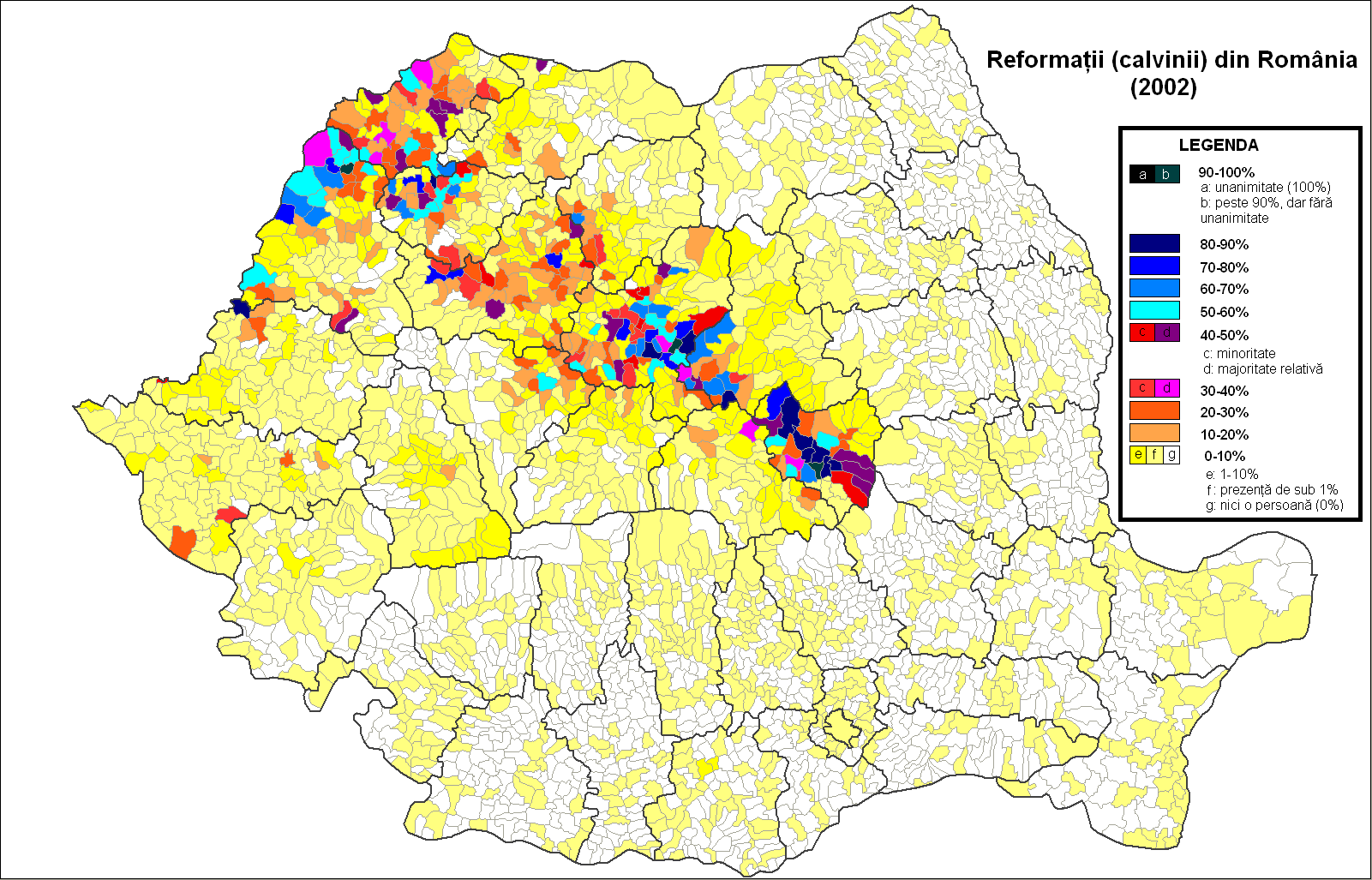
Поширення кальвінізму, 2002 рік
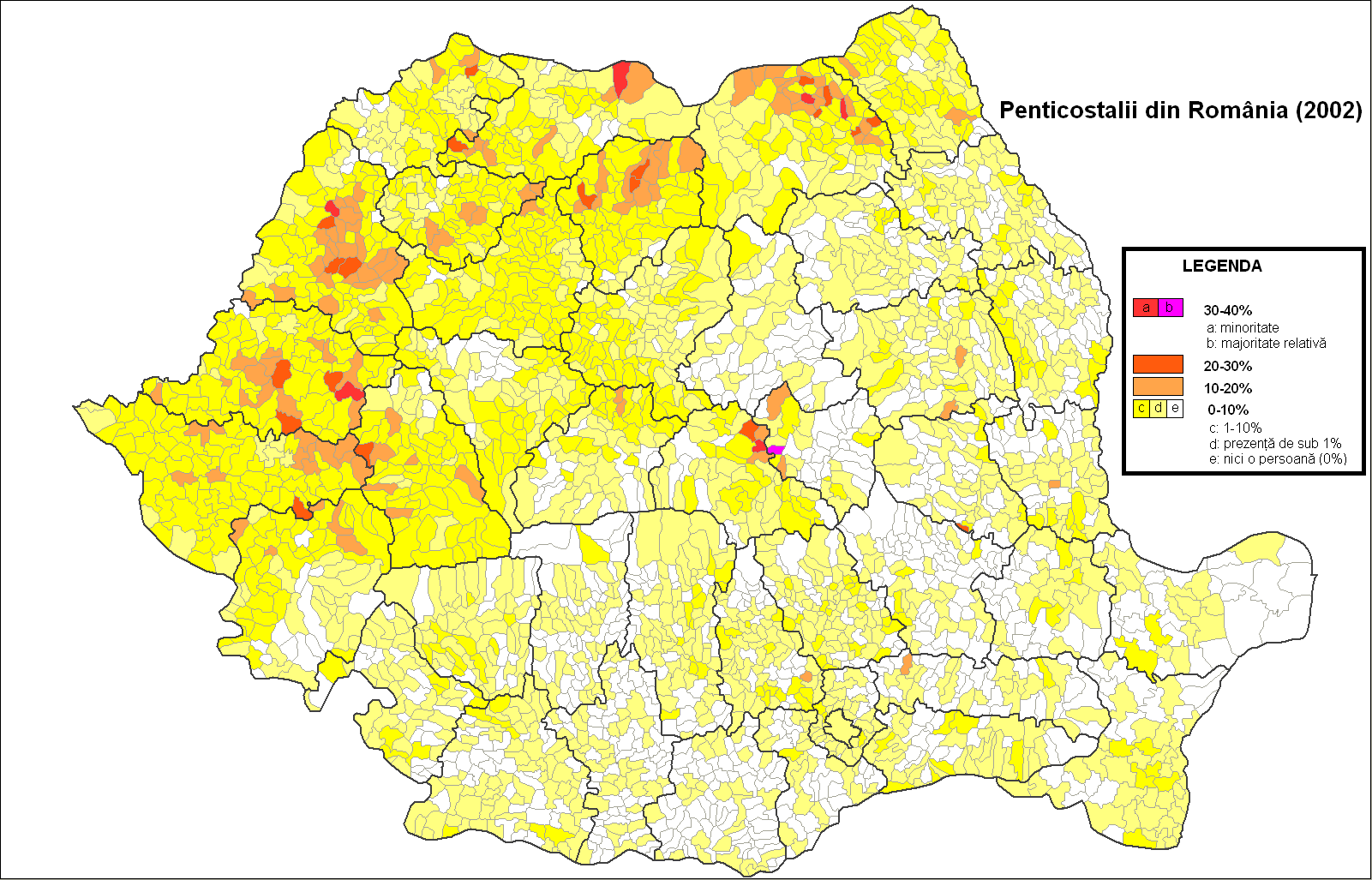
Поширення п'ятидесятництва, 2002 рік

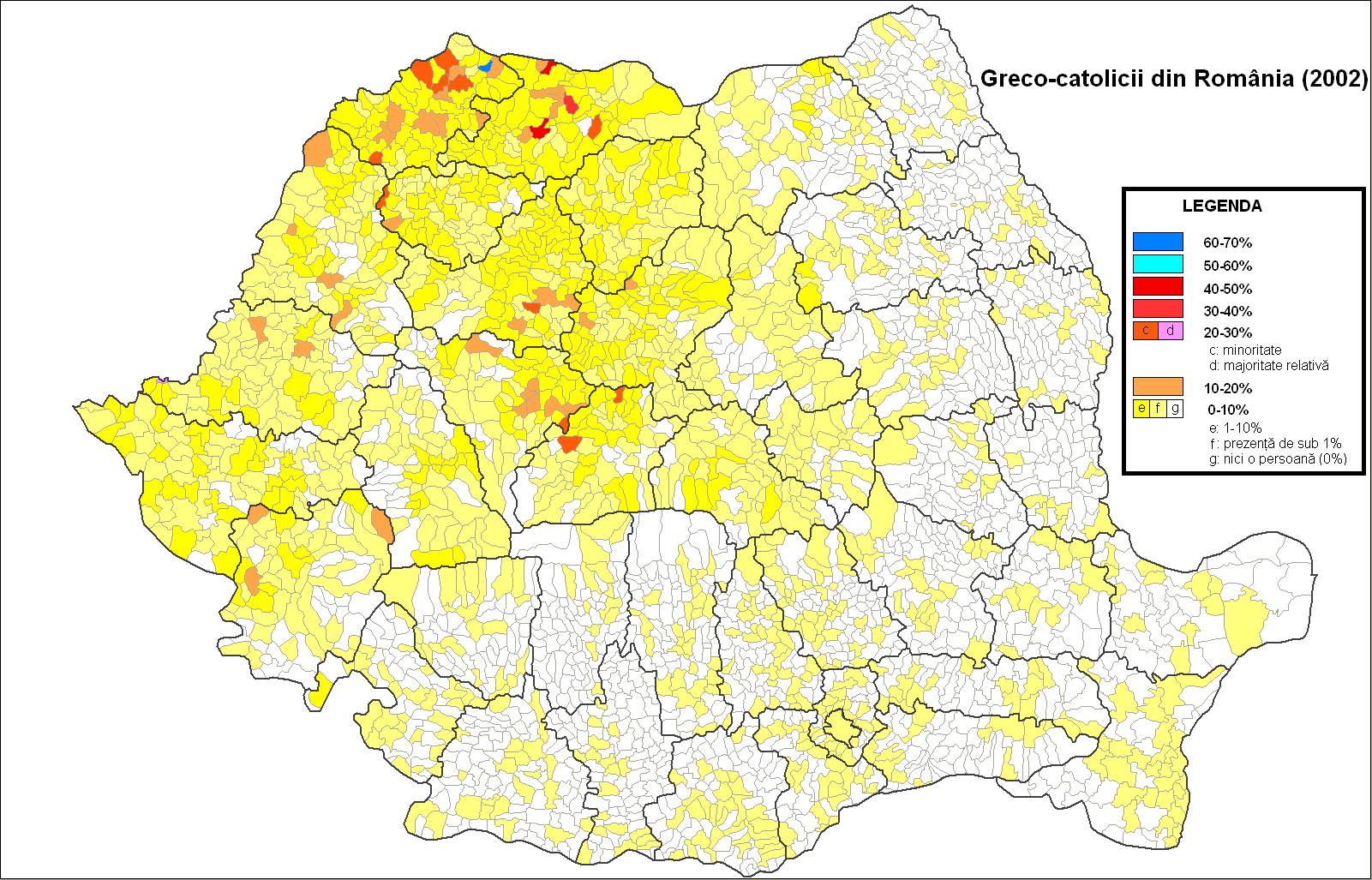
Поширення греко-католицизму, 2002 рік
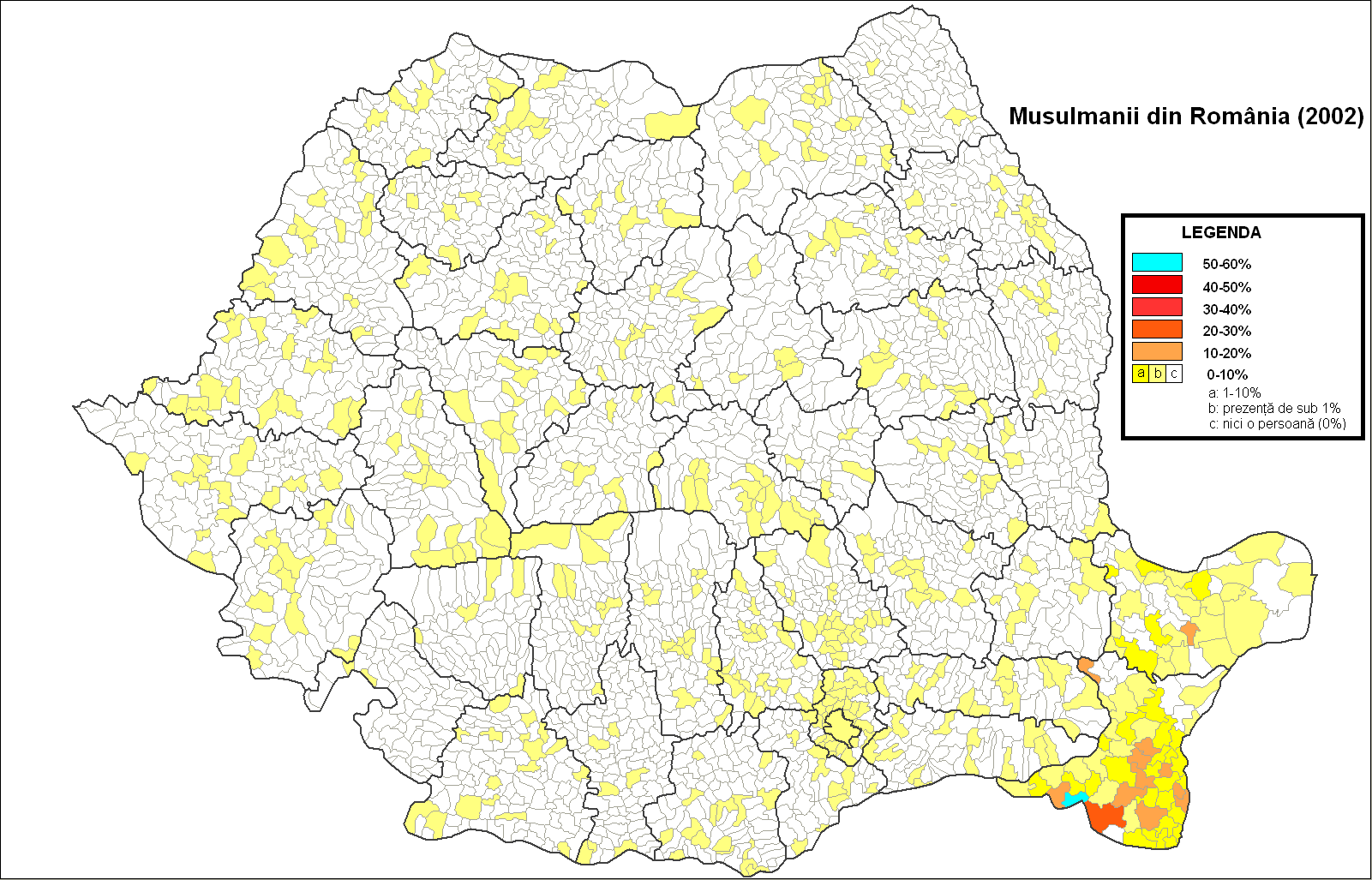
Поширення ісламу, 2002 рік
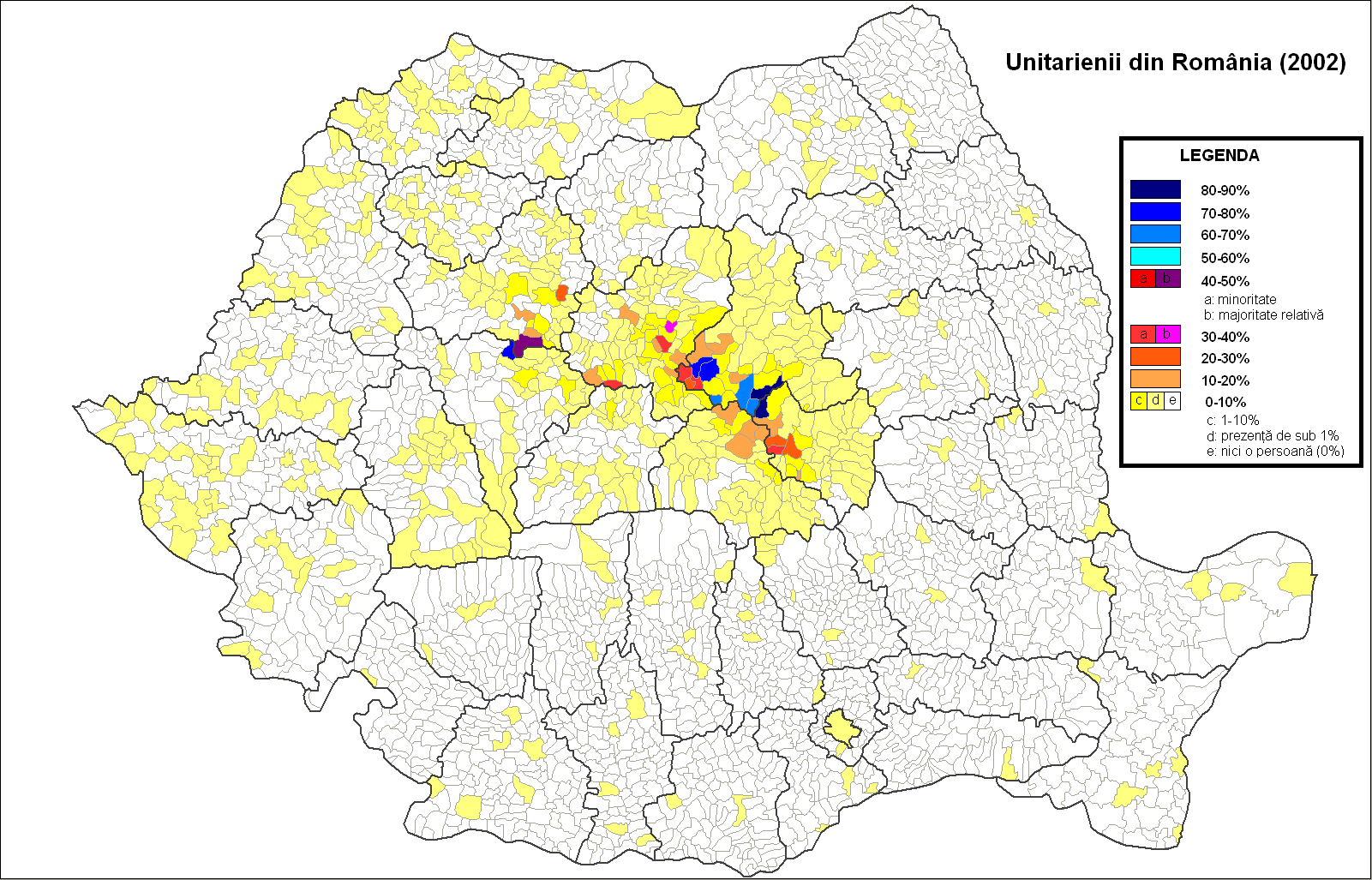
Поширення унітаріанства, 2002 рік
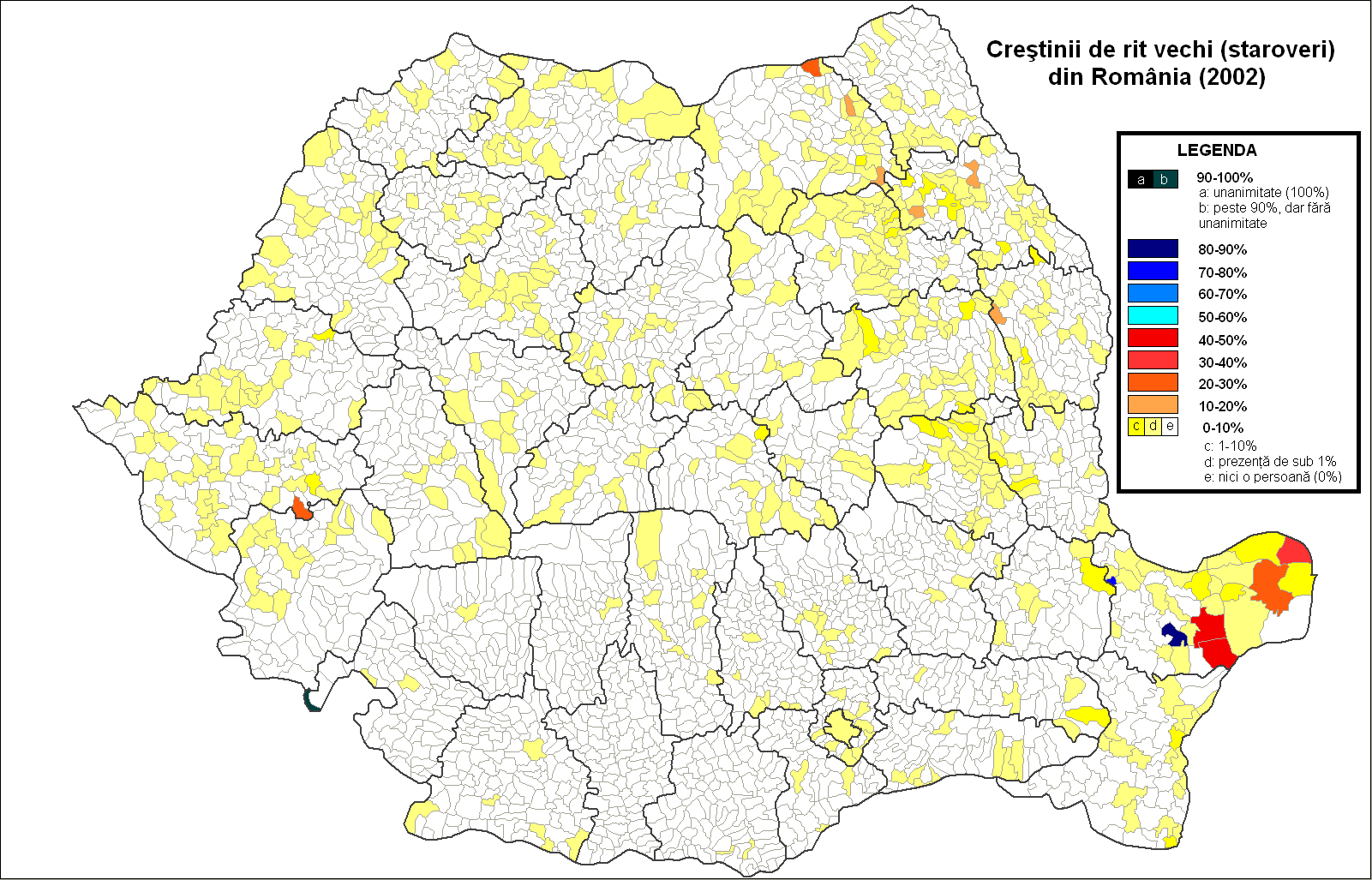
Поширення старообрядництва, 2002 рік
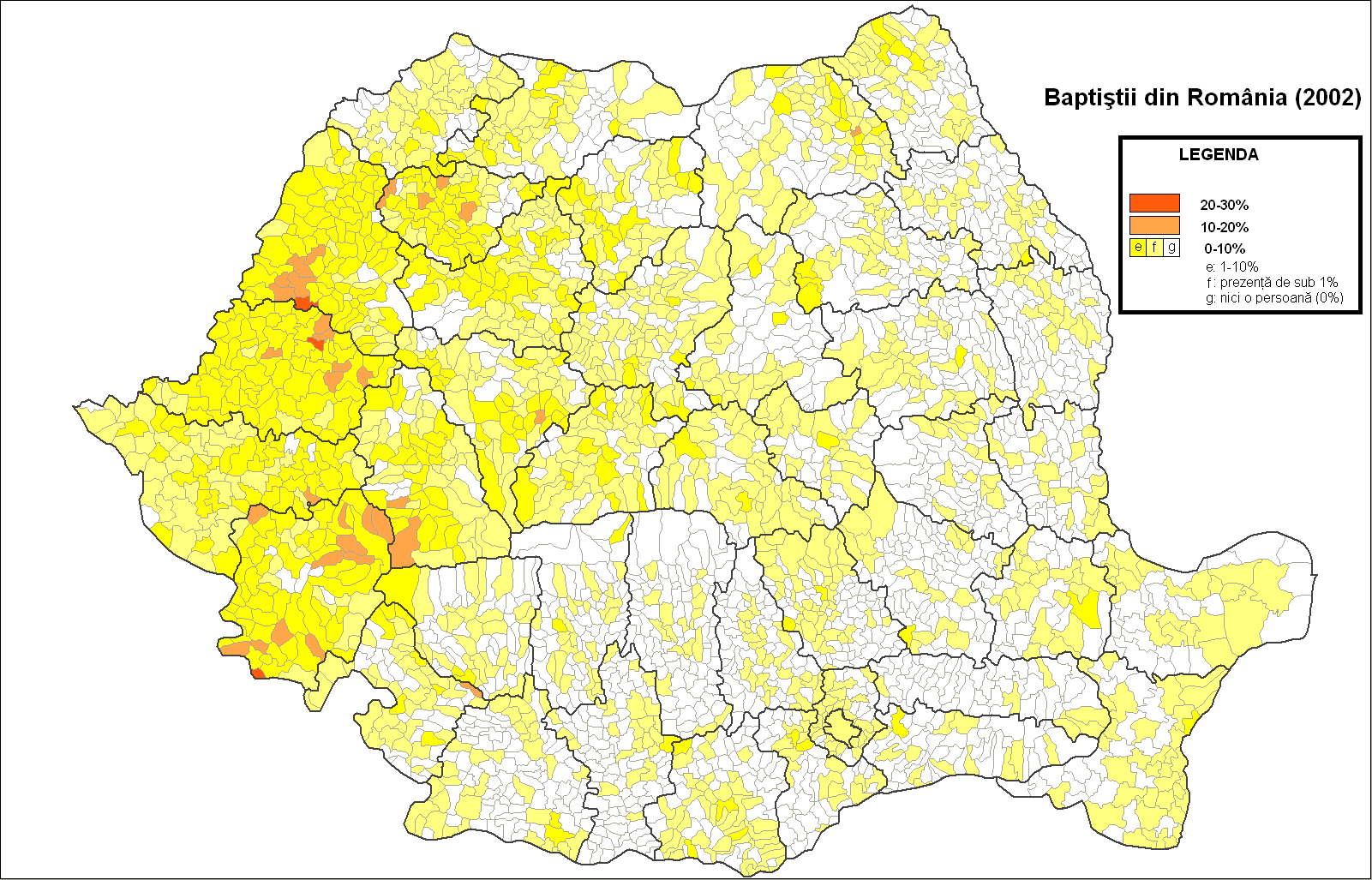
Поширення баптизму, 2010 рік

## Освіта
Рівень письменності 2015 року становив 98,8 % дорослого населення (віком від 15 років): 99,1 % — серед чоловіків, 98,5 % — серед жінок.
Державні витрати на освіту становлять 2,9 % ВВП країни, станом на 2012 рік (104-те місце у світі). Середня тривалість освіти становить 15 років, для хлопців — до 14 років, для дівчат — до 15 років (станом на 2012 рік).

## Охорона здоров'я
Забезпеченість лікарями в країні на рівні 2,45 лікаря на 1000 мешканців (станом на 2012 рік). Забезпеченість лікарняними ліжками в стаціонарах — 6,1 ліжка на 1000 мешканців (станом на 2011 рік). Загальні витрати на охорону здоров'я 2014 року становили 5,6 % ВВП країни (138-ме місце у світі).
Смертність немовлят до 1 року, станом на 2015 рік, становила 9,89 ‰ (139-те місце у світі); хлопчиків — 11,23 ‰, дівчаток — 8,47 ‰. Рівень материнської смертності 2015 року становив 31 випадків на 100 тис. народжень (127-ме місце у світі).
Румунія входить до складу ряду міжнародних організацій: Міжнародного руху (ICRM) і Міжнародної федерації товариств Червоного Хреста і Червоного Півмісяця (IFRCS), Дитячого фонду ООН (UNISEF), Всесвітньої організації охорони здоров'я (WHO).

### Захворювання
2013 року зареєстровано 16,2 тис. хворих на СНІД (85-те місце у світі), це 0,11 % населення в репродуктивному віці 15—49 років (111-те місце у світі). Смертність 2014 року від цієї хвороби становила приблизно 500 осіб (84-те місце у світі).
Частка дорослого населення з високим індексом маси тіла 2014 року становила 23,4 % (101-ше місце у світі).

### Санітарія
Доступ до облаштованих джерел питної води 2015 року мало 100 % населення в містах і 100 % в сільській місцевості; загалом 100 % населення країни. Відсоток забезпеченості населення доступом до облаштованого водовідведення (каналізація, септик): у містах — 92,2 %, в сільській місцевості — 63,3 %, загалом по країні — 79,1 % (станом на 2015 рік). Споживання прісної води, станом на 2009 рік, дорівнює 6,88 км³ на рік, або 320,8 тонни на одного мешканця на рік: з яких 22 % припадає на побутові, 61 % — на промислові, 17 % — на сільськогосподарські потреби.

## Соціально-економічне становище
Співвідношення осіб, що в економічному плані залежать від інших, до осіб працездатного віку (15—64 роки) загалом становить 48,9 % (станом на 2015 рік): частка дітей — 23,1 %; частка осіб похилого віку — 25,8 %, або 3,9 потенційно працездатного на 1 пенсіонера. Загалом ці показники характеризують рівень потреби державної допомоги в секторах освіти, охорони здоров'я та пенсійного забезпечення, відповідно. За межею бідності 2012 року перебувало 22,4 % населення країни.
Розподіл доходів домогосподарств у країні має такий вигляд: нижній дециль — 15,3 %, верхній дециль — 7,6 % (станом на 2014 рік).
Станом на 2016 рік, уся країна електрифікована, усе населення країни мало доступ до електромереж. Рівень проникнення інтернет-технологій високий. Станом на липень 2015 року в країні налічувалось 12,082 млн унікальних інтернет-користувачів (44-те місце у світі), що становило 55,8 % загальної кількості населення країни.

### Трудові ресурси
Загальні трудові ресурси 2015 року становили 9,266 млн осіб (54-те місце у світі). Зайнятість економічно активного населення у господарстві країни розподіляється таким чином: аграрне, лісове і рибне господарства — 28,3 %; промисловість і будівництво — 28,9 %; сфера послуг — 42,8 % (станом на 2014 рік). Безробіття 2015 року дорівнювало 6,7 % працездатного населення, 2014 року — 6,8 % (78-ме місце у світі); серед молоді у віці 15―24 років ця частка становила 24 %, серед юнаків — 23,6 %, серед дівчат — 24,7 % (45-те місце у світі).

## Кримінал

### Наркотики

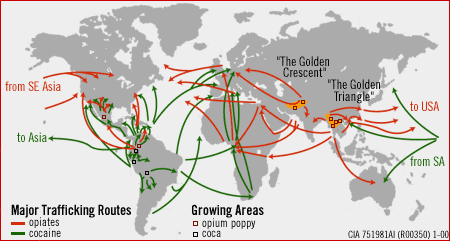
Світові маршрути наркотрафіку

Значний перевалочний пункт для південно-східноазійського героїну і південноамериканського кокаїну, що прямує до Західної Європи балканським шляхом; країна залишається вразливою для відмивання грошей через банківську систему, конвертаційні центри, ігорну індустрію.

### Торгівля людьми
Згідно зі щорічною доповіддю про торгівлю людьми (англ. Trafficking in Persons Report) Управління з моніторингу та боротьби з торгівлею людьми Державного департаменту США, уряд Румунії докладає значних зусиль у боротьбі з явищем примусової праці, сексуальної експлуатації, незаконною торгівлею внутрішніми органами, але законодавство відповідає мінімальним вимогам американського закону 2000 року щодо захисту жертв (англ. Trafficking Victims Protection Act’s) не повною мірою, країна перебуває у списку другого рівня.

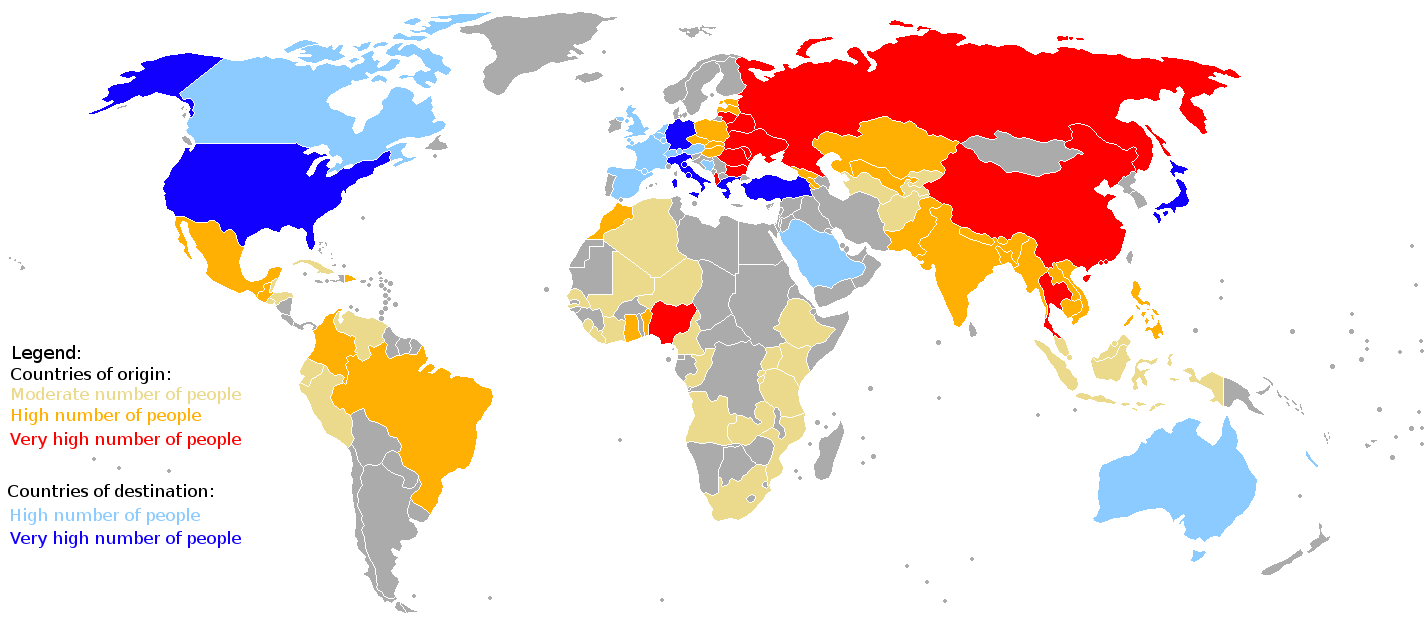
Країни-донори (червоний) і країни-реципієнти кримінальних потоків  (англ.)
Глобальна боротьба з торгівлею людьми (англ.)

## Гендерний стан
Статеве співвідношення (оцінка 2015 року):
- при народженні — 1,06 особи чоловічої статі на 1 особу жіночої;
- у віці до 14 років — 1,06 особи чоловічої статі на 1 особу жіночої;
- у віці 15—24 років — 1,05 особи чоловічої статі на 1 особу жіночої;
- у віці 25—54 років — 1,02 особи чоловічої статі на 1 особу жіночої;
- у віці 55—64 років — 0,88 особи чоловічої статі на 1 особу жіночої;
- у віці старше за 64 роки — 0,68 особи чоловічої статі на 1 особу жіночої;
- загалом — 0,95 особи чоловічої статі на 1 особу жіночої[1].

## Демографічні дослідження
Демографічні дослідження в країні ведуться рядом державних і наукових установ:

### Переписи
- Перепис населення Румунії (2002)

### Українською
- Атлас. 10―11 клас. Економічна і соціальна географія світу / упорядники :  О. Я. Скуратович, Н. І. Чанцева. — К. : ДНВП «Картографія», 2010. — ISBN 978-966-475-639-3.
- Атлас світу / голов. ред. І. С. Руденко ; зав. ред. В. В. Радченко ; відп. ред. О. В. Вакуленко. — К. : ДНВП «Картографія», 2005. — 336 с. — ISBN 9666315467.
- Безуглий В. В. Економічна і соціальна географія зарубіжних країн : Навчальний посібник. — К. : ВЦ «Академія», 2007. — 704 с. — ISBN 978-966-580-239-6.
- Безуглий В. В., Козинець С. В. Регіональна економічна і соціальна географія світу : Навчальний посібник. — видання 2-ге, доп., перероб. — К. : ВЦ «Академія», 2007. — 688 с. — ISBN 966-580-144-9.
- Гудзеляк І. І. Географія населення: Навчальний посібник / І. Гудзеляк. — Л. : Видавничий центр ЛНУ імені Івана Франка, 2008. — 232 с. — ISBN 978-966-613-599-8.
- Дахно І. І. Країни світу: Енциклопедичний довідник / І. І. Дахно, С. М. Тимофієв. — К. : Мапа, 2011. — 606 с. — (Бібліотека нового українця) — ISBN 978-966-8804-23-6.
- Дахно І. І. Економічна географія зарубіжних країн : навчальний посібник. — К. : Центр учбової літератури, 2014. — 319 с. — ISBN 978-611-01-0682-5.
- Джаман В. О. Регіональні системи розселення: демографічні аспекти. — Чернівці : Рута, 2003. — 392 с. — ISBN 9665685988.
- Дорошенко Л. С. Демографія: Навчальний посібник. — К. : МАУП, 2005. — 112 с. — ISBN 966-608-442-2.
- Дубович І. А. Країнознавчий словник-довідник. — 5-те вид., перероб. і доп. — К. : Знання, 2008. — 839 с. — ISBN 978-966-346-330-8.
- Економічна і соціальна географія країн світу. Навчальний посібник / За ред. Кузика С. П. — Л. : Світ, 2002. — 672 с. — ISBN 966-603-178-7.
- Загальна медична географія світу / В. О. Шевченко [та ін.] — К. : [б.в.], 1998. — 178 с.
- Крисаченко В. С. Динаміка населення: Популяційні, етнічні та глобальні виміри. — К. : Видавництво Національного інституту стратегічних досліджень, 2005. — 368 с. — ISBN 966-554-083-1.
- Любіцева О. О., Мезенцев К. В., Павлов С. В. Географія релігій. — К. : АртЕК, 1999. — 504 с. — ISBN 966-505-006-0.
- Масляк П. О. Країнознавство. — К. : Знання, 2007. — 292 с. — (Вища освіта XXI століття)
- Масляк П. О., Дахно І. І. Економічна і соціальна географія світу / П. О. Масляк, І. І. Дахно ; за ред. П. О. Масляка. — К. : Вежа, 2003. — 280 с. — ISBN 966-7091-53-8.

### Російською
- (рос.) Румыния // Демографический энциклопедический словарь / главн. ред. Валентей Д. И. — М. : Советская энциклопедия, 1985. — 608 с.
- (рос.) Румыния // Страны и народы. Зарубежная Европа. Восточная Европа / Редкол. : В. П. Максаковский (отв. ред.), Ю. В. Иванова и др. — М. : «Мысль», 1980. — 349 с. — (Страны и народы) — 180 тис. прим.
- (рос.) Атлас народов мира / Отв. ред. С. И. Брук и В. С. Апенченко. — М. : ГУГК ГГК СССР и Институт этнографии им. Н. Н. Миклухо-Маклая АН СССР, 1964. — 185 с. — 20 тис. прим.
- (рос.) Численность и расселение народов мира. Этнографические очерки / под ред. С. И. Брука. — М. : Издательство АН СССР, 1962. — 487 с.
- (рос.) Лаппо Г. М. География городов: Учебное пособие для географических факультетов вузов. — М. : Туманит, изд. центр ВЛАДОС, 1997. — 476 с. — ISBN 5-691-00047-0.
- (рос.) Урланис Б. Ц. Рост населения в Европе (опыт исчисления). — М. : ОГИЗ-Госполитиздат, 1941. — 436 с.
- (рос.) Ягельский А. География населения. — М. : Прогресс, 1980. — 383 с.